# 始皇帝

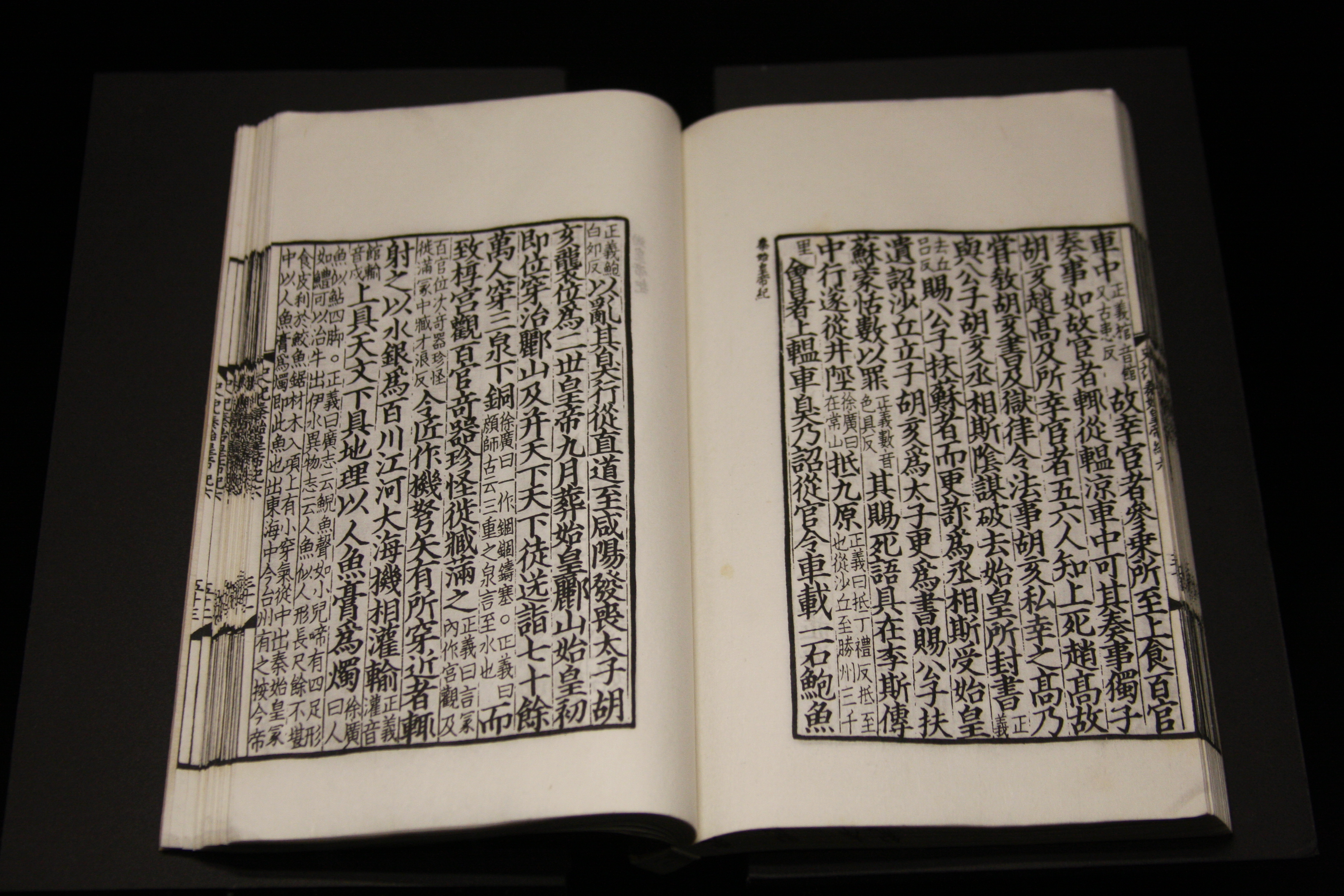
『史記・秦始皇本紀』

始皇帝（しこうてい、紀元前259年2月18日 - 紀元前210年9月10日）は、中国の初代皇帝（在位:紀元前221年 - 紀元前210年）。古代中国の戦国時代の秦の第31代君主（在位:紀元前247年 - 紀元前210年）。6代目の王（在位:紀元前247年 - 紀元前221年）。姓は嬴（えい）または趙（ちょう）、氏は趙（ちょう）、諱は政（せい）または正（せい）。現代中国語では秦始皇帝または秦始皇と表現する。後世、嬴政（えいせい）とも呼ばれる。
秦王に即位した後、勢力を拡大し他の諸国を次々と攻め滅ぼして、紀元前221年に中国史上初めて天下統一を果たした（秦の統一戦争）。統一後、王の称号から歴史上最初となる新たな称号「皇帝」に改め、その始めとして「始皇帝」と号した。
治政としては重臣の李斯らとともに主要経済活動や政治改革を実行した。統一前の秦に引き続き法律の厳格な運用を秦国全土・全軍統治の根本とするとともに、従来の配下の一族等に領地を与えて領主が世襲して統治する封建制から、中央政権が任命・派遣する官僚が治める郡県制への地方統治の全国的な転換を行い、中央集権・官僚統治制度の確立を図ったほか、国家単位での貨幣や計量単位の統一、道路整備・交通規則の制定などを行った。万里の長城の整備・増設や、等身大の兵馬俑で知られる秦始皇帝陵の造営といった世界遺産として後世に残ることになった大事業も行った。法家を重用して法による統治を敷き、批判する儒家・方士の弾圧や書物の規制を行った焚書坑儒でも知られる。
統一後に何度か各地を旅して長距離を廻ることもしており、紀元前210年に旅の途中で49歳（数え年だと50歳）で急死するまで、秦に君臨した。

## 称号「始皇帝」

小篆体で書かれた始皇帝。

### 意味
周の時代およびその後（紀元前700年 - 紀元前221年）の中国独立国では、「大王」の称号が用いられていた。紀元前221年に戦国時代に終止符を打った趙政は事実上中国全土を統治する立場となった。これを祝い、また自らの権勢を強化するため、政は自身のために新しい称号「秦始皇帝」（最初にして最上位の秦皇帝）を設けた。時に「始皇帝」と略される。
- 「始」は「最初（一番目）」の意味である[14]。「皇帝」の称号を受け継ぎ、代を重ねる毎に「二世皇帝」「三世皇帝」と名乗ることになる[15]。
- 「皇帝」は、神話上の三皇五帝より皇と帝の二字を合わせて作られた[16]。ここには、始皇帝が天皇神農黄帝の尊厳や名声にあやかろうとした意思が働いている[17]。
- さらに、漢字「皇」には「光輝く」「素晴らしい」という意味があり、また頻繁に「天」を指す形容語句としても用いられていた[18]。
- 元々「帝」は「天帝」「上帝」のように天を統べる神の呼称だったが、やがて地上の君主を指す言葉へ変化した。そこで神の呼称として「皇」が用いられるようになった。始皇帝はどの君主をも超えた存在として、この二文字を合わせた称号を用いた[13]。

### 『史記』における表記
司馬遷が編纂した『史記』においては、「秦始皇帝」と「秦始皇」の両方の表記がみられる。「秦始皇帝」は「秦本紀」にてや6章（「秦始皇本紀」）冒頭や14節、「秦始皇」は「秦始皇本紀」章題にて遣っている。趙政は「皇」と「帝」を合わせて「皇帝」の称号を用いたため、「秦始皇帝」の方が正式な称号であったと考えられる。

## 生涯

### 生誕と幼少期
秦人の発祥は甘粛省で秦亭と呼ばれる場所と伝えられ、現在の天水市清水県秦亭鎮にあたる。秦朝の「秦」はここに通じ、始皇帝は統一して、郡、県、郷、亭を置いた 。

#### 人質の子
秦の公子であった父の異人（後の荘襄王） は休戦協定で人質として趙へ送られていた。ただ、父の異人は公子とはいえ、秦の太子 である祖父の安国君（異人の父。後の孝文王。曾祖父の昭襄王の次男）にとって20人以上の子の一人に過ぎず、また妾であった異人の生母の夏姫は祖父からの寵愛を失って久しく二人の後ろ盾となる人物も居なかった。
秦王を継ぐ可能性がほとんどない異人は、昭襄王が協定をしばしば破って軍事攻撃を仕掛けていたことで秦どころか趙でも立場を悪くし、いつ殺されてもおかしくない身であり、人質としての価値が低かった趙では冷遇されていた。
そこで韓の裕福な商人であった呂不韋が目をつけた。安国君の継室ながら太子となる子を産んでいなかった華陽夫人に大金を投じて工作活動を行い、また異人へも交際費を出資し評判を高めた。異人は呂不韋に感謝し、将来の厚遇を約束していた。そのような折、呂不韋の妾（趙姫） を気に入って譲り受けた異人は、昭襄王48年（前259年）の冬に男児を授かった。「政｣と諱を名付けられたこの赤子は秦ではなく趙の首都邯鄲で生まれたため「趙政」とも呼ばれた。後に始皇帝となる。

#### 実父に関する議論
漢時代に成立した『史記』「呂不韋列伝」には、政は異人の実子ではなかったという部分がある。呂不韋が趙姫を異人に与えた際にはすでに妊娠していたという。後漢時代の班固も『漢書』にて始皇帝を「呂不韋の子」と書いている。
始皇帝が非嫡子であるという意見は死後2000年経過して否定的な見方が提示されている。呂不韋が父親とするならば、現代医学の観点からは、臨月の期間と政の生誕日との間に矛盾が生じるという。『呂氏春秋』を翻訳したジョン・ノブロック、ジェフリー・リーゲルも、「作り話であり、呂不韋と始皇帝の両者を誹謗するものだ」と論じた。
郭沫若は、『十批判書』にて3つの論拠を示して呂不韋父親説を否定している。
1. 『史記』の説は異人と呂不韋について多く触れる『戦国策』にて一切触れられていない。
2. 『戦国策』「楚策」や『史記』「春申君列伝」には、楚の春申君と幽王が実は親子だという説明があるが、呂不韋と始皇帝の関係にほぼ等しく、小説的すぎる。
3. 『史記』「呂不韋列伝」そのものに矛盾があり、始皇帝の母について「邯鄲諸姫」（邯鄲の歌姫[29]）と「趙豪家女」（趙の富豪の娘[34]）の異なる説明がある。政は「大期」（10カ月または12カ月）を経過して生まれたとあり[29]、事前に妊娠していたとすればおかしい。

陳舜臣は「秦始皇本紀」の冒頭文には「秦始皇帝者，秦荘襄王子也」（秦の始皇帝は荘襄王の子である）と書かれていると、『史記』内にある他の矛盾も指摘した。

#### 死と隣り合わせの少年
政の父・異人は呂不韋の活動の結果、華陽夫人の養子として安国君の次の太子に推される約定を得た。だが、曾祖父の昭襄王は未だ趙に残る孫の異人に一切配慮せず趙を攻め、昭襄王49年（紀元前258年）には王陵、昭襄王50年（紀元前257年）には王齕に命じて邯鄲を包囲した。そのため、趙側に処刑されかけた異人だったが、番人を買収して秦への脱出に成功した。しかし妻子を連れる暇などなかったため、政は母と置き去りにされた。趙は残された二人を殺そうと探したが巧みに潜伏され見つけられなかった。陳舜臣は、敵地のまっただ中で追われる身となったこの幼少時の体験が、始皇帝に怜悧な観察力を与えたと推察している。その後、邯鄲のしぶとい籠城に秦軍は撤退した。
昭襄王56年（紀元前251年）、昭襄王が没し、1年の喪を経て、孝文王元年（紀元前250年）10月に安国君が孝文王として即位すると、呂不韋の工作どおり当時子楚と改名した異人が太子と成った。そこで趙では国際信義上やむなく、10歳になった 政を母の趙姫と共に秦の咸陽に送り返した。ところが孝文王はわずか在位3日で亡くなり、「奇貨」子楚が荘襄王として即位すると、呂不韋は丞相に任命された。

### 即位

#### 若年王の誕生と呂不韋の権勢
荘襄王と呂不韋は周辺諸国との戦いを通じて秦を強勢なものとした。しかし、荘襄王3年（前247年）5月に荘襄王は在位3年という短い期間で死去し、13歳の政が王位を継いだ。まだ若い政を補佐するため、周囲の人間に政治を任せ、特に呂不韋は相国となり戦国七雄の他の六国といまだ戦争状態にある秦の政治を執行した。
秦王政6年（紀元前241年）、楚・趙・魏・韓・燕の五国合従軍が秦に攻め入ったが、秦軍は函谷関で迎え撃ち、これを撃退した（函谷関の戦い）。このとき、全軍の総指揮を執ったのは、この時点で権力を握っていた呂不韋と考えられている。
そして、呂不韋は仲父と呼ばれるほどの権威を得て、多くの食客を養い、秦王政8年（紀元前239年）には『呂氏春秋』の編纂を完了した。
だが、呂不韋はひとつ問題を抱えていた。それは太后となった趙姫とまた関係を持っていたことである。発覚すれば身の破滅につながるが、淫蕩な彼女がなかなか手放してくれない。そこで呂不韋は自分の代わりを探し、適任の男の嫪毐を見つけた。あごひげと眉を抜き、宦官に成りすまして後宮に入った嫪毐はお気に入りとなり、列侯となった。やがて太后は妊娠した。人目を避けるため旧都雍に移ったのち、嫪毐と太后の間には二人の男児が生まれた。
秦王政8年（前239年）、異母兄弟である成蟜（せいきょう）が主導し、王位奪取を図ったが鎮圧された、史称は「成蟜の乱」とされている。乱の鎮圧で嫪毐が台頭したが、これが後の「嫪毐の乱」（紀元前238年）を誘発。結果的に呂不韋の失墜や嬴政の親政開始につながった。
秦王政9年（前238年）、政が22歳の時にこのことが露見する。政は元服の歳を迎え、しきたりに従い雍に入った。『史記』「呂不韋列伝」では嫪毐が宦官ではないという告発があった と言い、同書「始皇本紀」では嫪毐が反乱を起こしたという。ある説では、呂不韋は政を廃して嫪毐の子を王位に就けようと考えていたが、ある晩餐の席で嫪毐が若王の父になると公言したことが伝わったともいう。または秦王政が雍に向かった隙に嫪毐が太后の印章を入手し軍隊を動かしクーデターを企てたが失敗したとも言う。結果的に嫪毐は政によって一族そして太后との二人の子もろとも殺された。
事件の背景が調査され、呂不韋の関与が明らかとなった。しかし過去の功績が考慮され、また弁護する者も現れ、相国罷免と封地の河南での蟄居が命じられたのは翌年となった。だが呂不韋の名声は依然高く、数多くの客人が訪れたという。
秦王政12年（前235年）、政は呂不韋へ書状を送った。
流刑の地・蜀へ行ってもやがては死を賜ると悟った呂不韋は、服毒自殺した。吉川忠夫は嫪毐事件の裏にあった呂不韋の関与は秦王政にとって予想外だったと推測した が、陳舜臣は青年になった政がうとましい呂不韋を除こうと最初から考えていた可能性を示唆し、事件から処分まで3年をかけた所は政の慎重さを表すと論説した。秦王政は呂不韋の葬儀で哭泣した者も処分した。

### 専制

#### 李斯と韓非
秦王政による親政が始まった年、灌漑工事の技術指導に招聘されていた韓の鄭国が、その工事が「鄭国渠」で、これは韓が秦国の国力を消耗させることを目的としていた「疲秦の計」であった。これに危機感を持った大臣たちが、他国の人間を政府から追放しようという「逐客令」が提案された。反対を表明した者が李斯だった。呂不韋の食客から頭角を現した楚出身の人物で、李斯は「逐客令」が発布されれば地位を失う位置にあった。しかし的確な論をもっていた。事態に苦慮した李斯は、秦王嬴政に『諫逐客書』を上書して、「逐客令」の撤回を求めた。秦の発展は外国人が支え、穆公は虞の大夫であった百里奚や宋の蹇叔らを登用し、孝公は衛の公族だった商鞅から、恵文王は魏出身の張儀から、昭襄王は魏の范雎から それぞれ助力を得て国を栄えさせたと述べた。李斯は性悪説の荀子に学び、人間は環境に左右されるという思想を持っていた。秦王政は彼の主張を認めて「逐客令」を廃案とし、李斯に深い信頼を寄せた。
商鞅以来、秦は「法」を重視する政策を用いていた。秦王政もこの考えを引き継いでいたため、同じ思想を説いた『韓非子』に感嘆した。著者の韓非は韓の公子であったため、事があれば使者になると見越した秦王政は韓に攻撃を仕掛けた。果たして秦王政14年（前233年）に 使者の命を受けた韓非は謁見した。韓非はすでに故国を見限っており、自らを覇権に必要と売り込んだ。しかし、これに危機を感じた李斯と姚賈の謀略にかかり死に追いやられた。秦王政が感心した韓非の思想とは、『韓非子』「孤憤」節1の「術を知る者は見通しが利き明察であるため、他人の謀略を見通せる。法を守る者は毅然として勁直であるため、他人の悪事を正せる」という部分と、「五蠹」節10文末の「名君の国では、書（詩経・書経）ではなく法が教えである。師は先王ではなく官吏である。勇は私闘ではなく戦にある。民の行動は法と結果に基づき、有事では勇敢である。これを王資という」の部分であり、また国に巣食う蟲とは「儒・俠・賄・商・工」の5匹（五蠹）である という箇所にも共感を得た。

#### 『諫逐客書』に記された始皇帝の宝物一覧
紀元前237年、大臣・李斯が作成した『諫逐客書』には、始皇帝が保有する「天下の珍宝」が列挙されている。これらは主に征服した六国からの収集品であり、秦帝国の文化的・物質的豊かさを象徴する。
以下に主要な宝物を解説する。
昆山の玉——崑崙山産の最高級翡翠。崑崙山は古代より「神仙が住む聖地」とされ、その玉は祭祀や権力の象徴として珍重された。
随侯の珠——伝説の夜光珠。伝説では大蛇が報恩で献上したとされる夜光珠。暗所で明月のように輝き、「夜中の書斎を照らした」と『史記』に記載。
和氏の璧——史上最強の璧。楚の卞和が発見した璧。完璧帰趙と価値連城の故事で有名。
明月の珠——暗夜で月光のように輝くとされる神秘的な真珠。
太阿の剣（泰阿剣）——春秋時代の名工・欧冶子と干将の合作、楚の鎮国宝剣。
繊離の馬——古代中国神話に登場する伝説の名馬「周穆王八駿」の一頭。『荀子』『史記』等の文献で周の穆王が所有した八匹の神駿のうちの一騎として記録され、後世の文学・芸術において帝王の権威と超越的な移動能力の象徴となった。
翠鳳の旗——翡翠色の鳳凰の羽で装飾された儀礼旗。鳳凰は皇帝の権威を象徴し、『史記』では「宮観百官」（宮殿の装飾）の一部として言及される。有機質のため現存しないが、秦代の壁画に類似意匠が確認される。
霊鼉の鼓——揚子鰐（鼉龍）の皮を張った大型鼓。古代中国では霊獣の皮を使うことで祭祀の効果を高めると信じられた。

#### 韓・趙の滅亡
秦は強大な軍事力を誇り、先代の荘襄王治世の3年間にも領土拡張を遂げていた。秦王政の代には、魏出身の尉繚の意見を採用し、他国の人間を買収してさまざまな工作を行う手段を用いた。一度は職を辞した尉繚は留め置かれ、軍事顧問となった。
秦王政17年（前230年）、韓非が死んだ3年後、韓は陽翟が陥落して韓王安が捕縛されて滅んだ（韓の滅亡）。
秦王政18年（前229年）、秦は王翦・楊端和・羌瘣に趙を攻めさせた。次の標的になった趙には、幽繆王の臣である郭開への買収工作がすでに完了していた。斉との連合も情報が漏れ、旱魃や地震災害 につけこまれた秦の侵攻にも、趙王が讒言で李牧を誅殺し、司馬尚を解任してしまい、簡単に敗れた。
秦王政19年（前228年）、趙王は捕虜となり、国は秦に併合された（趙の滅亡）。生まれた邯鄲に入った秦王政は、母の太后の実家と揉めていた者たちを生き埋めにして秦へ戻った。
趙王は捕らえられたが、その兄の公子嘉は代郡（河北省）に逃れ、亡命政権である代を建てた。

#### 暗殺未遂と燕の滅亡
燕は弱小な国であった。太子の丹はかつて人質として趙の邯鄲で過ごし、同じ境遇の政と親しかった。政が秦王になると、丹は秦の人質となり咸陽に住んだ。このころ、彼に対する秦の扱いは礼に欠けたものになっていた。『燕丹子』という書によると、帰国の希望を述べた丹に秦王政は「烏の頭が白くなり、馬に角が生えたら返そう」と言った。ありえないことに丹が嘆息すると、白い頭の烏と角が生えた馬が現れた。やむなく政は帰国を許したという。実際は脱走したと思われる 丹は秦に対し深い恨みを抱くようになった。

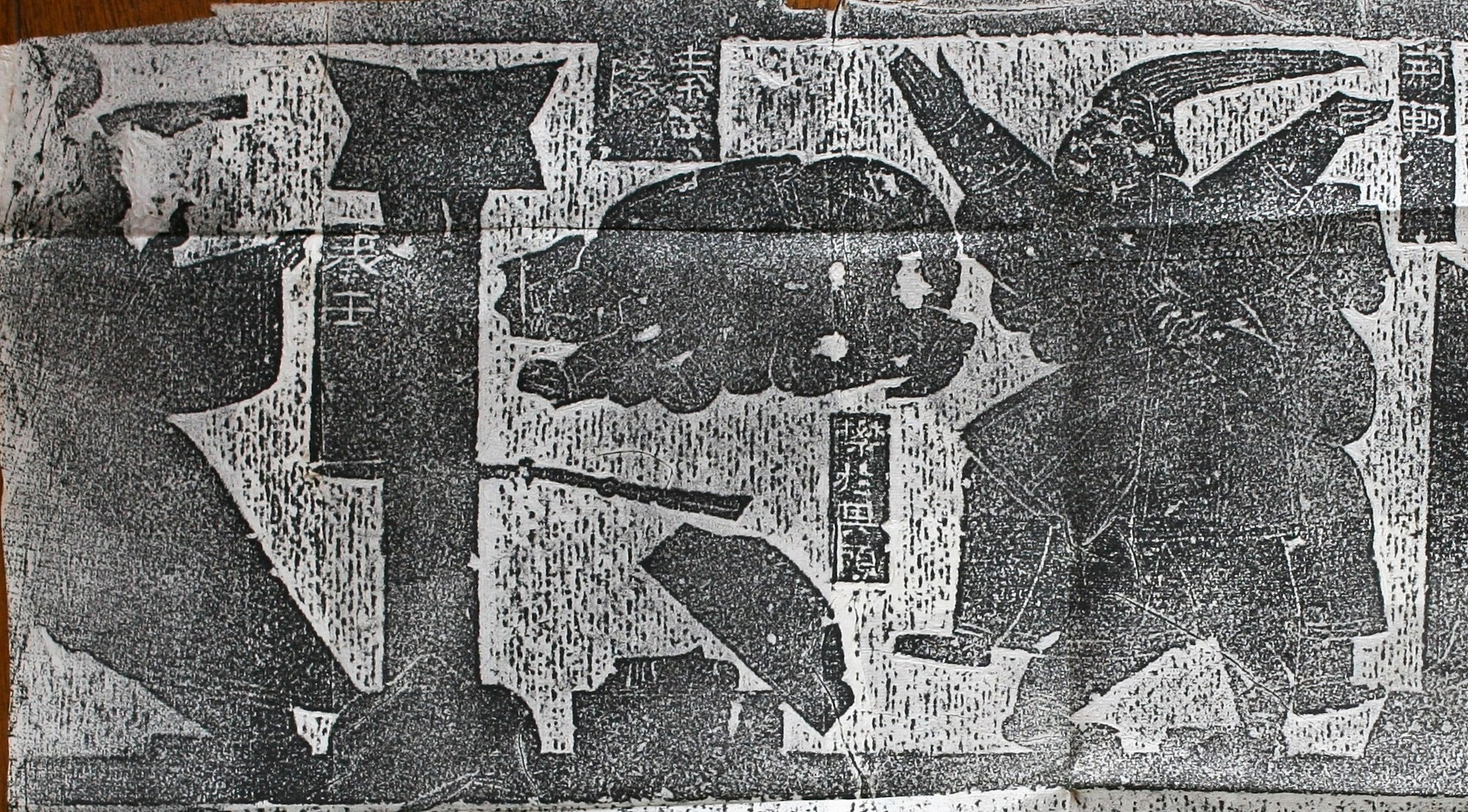
逃げる秦王政（左）と襲いかかる荊軻（右）。中央上に伏せる者は秦舞陽、下は樊於期の首。武氏祠石室。

両国の間にあった趙が滅ぶと、秦は幾度となく燕を攻め、燕は武力では太刀打ちできなかった。丹は非常の手段である暗殺計画を練り、荊軻という刺客に白羽の矢を立てた。
秦王政20年（前227年）、荊軻は秦舞陽を供に連れ、督亢（とくごう）の地図と秦の元将軍で燕に亡命していた樊於期の首を携えて政への謁見に臨んだ。秦舞陽は手にした地図の箱を差し出そうとしたが、恐れおののき政になかなか近づけなかった。荊軻は、「供は天子の威光を前に目を向けられないのです」と言いつつ進み出て、地図と首が入る二つの箱を持ち進み出た。受け取った秦王政が巻物の地図をひもとくと、中に隠していた匕首が最後に現れ、荊軻はそれをひったくり政へ襲いかかった。政は身をかわし逃げ惑ったが、護身用の長剣を抜くのに手間取った。宮殿の官僚たちは武器所持を、近衛兵は許可なく殿上に登ることを秦の「法」によって厳しく禁じられ、大声を出すほかなかった。しかし、従医の夏無且が投げた薬袋が荊軻に当たり、剣を背負うよう叫ぶ臣下の言に政はやっと剣を手にし、荊軻を斬り伏せた。
政はこれに激怒し、同年には燕への総攻撃を仕掛け、燕・代の連合軍を易水の西で破った。
そして、秦王政19年（前226年）、暗殺未遂の翌年に首都薊を落とした。荊軻の血縁をすべて殺害しても怒りは静まらず、ついには町の住民全員も殺害された。その後の戦いも秦軍は圧倒し、遼東に逃れた燕王喜は丹の首級を届けて和睦を願ったが聞き入れられず、5年後には捕らえられた（燕の滅亡）。

#### 魏・楚・斉の滅亡
次に秦の標的となった魏は、かつて五国の合従軍を率いた信陵君を失い弱体化していた。
秦王政22年（前225年）、秦王政は王賁に魏を攻めさせ、その首都・大梁を包囲した。魏は黄河と梁溝を堰き止めて大梁を水攻めされても3か月耐えたが、ついに降伏し、魏も滅んだ（魏の滅亡）。
同年、秦と並ぶ強国・楚との戦いに入った。秦王政は若い李信と蒙恬に20万の兵を与え指揮を執らせた。緒戦こそ優勢だった秦軍だが、前年に民の安撫のため楚の公子である元右丞相の昌平君を配した楚の旧都郢陳で起きた反乱 と楚軍の猛追に遭い大敗した。秦王政は将軍の王翦に秦の全軍に匹敵する60万の兵を託し、秦王政24年（紀元前223年）に楚を滅ぼした（楚の滅亡）。
最後に残った斉は約40年間ほとんど戦争をしていなかった。それは、秦が買収した宰相の后勝とその食客らの工作もあった。秦に攻められても斉は戦わず、后勝の言に従い無抵抗のまま降伏し滅んだ（斉の滅亡）。秦が戦国時代に幕を引いたのは、秦王政26年（前221年）のことであり、政は39歳であった。

### 統一王朝

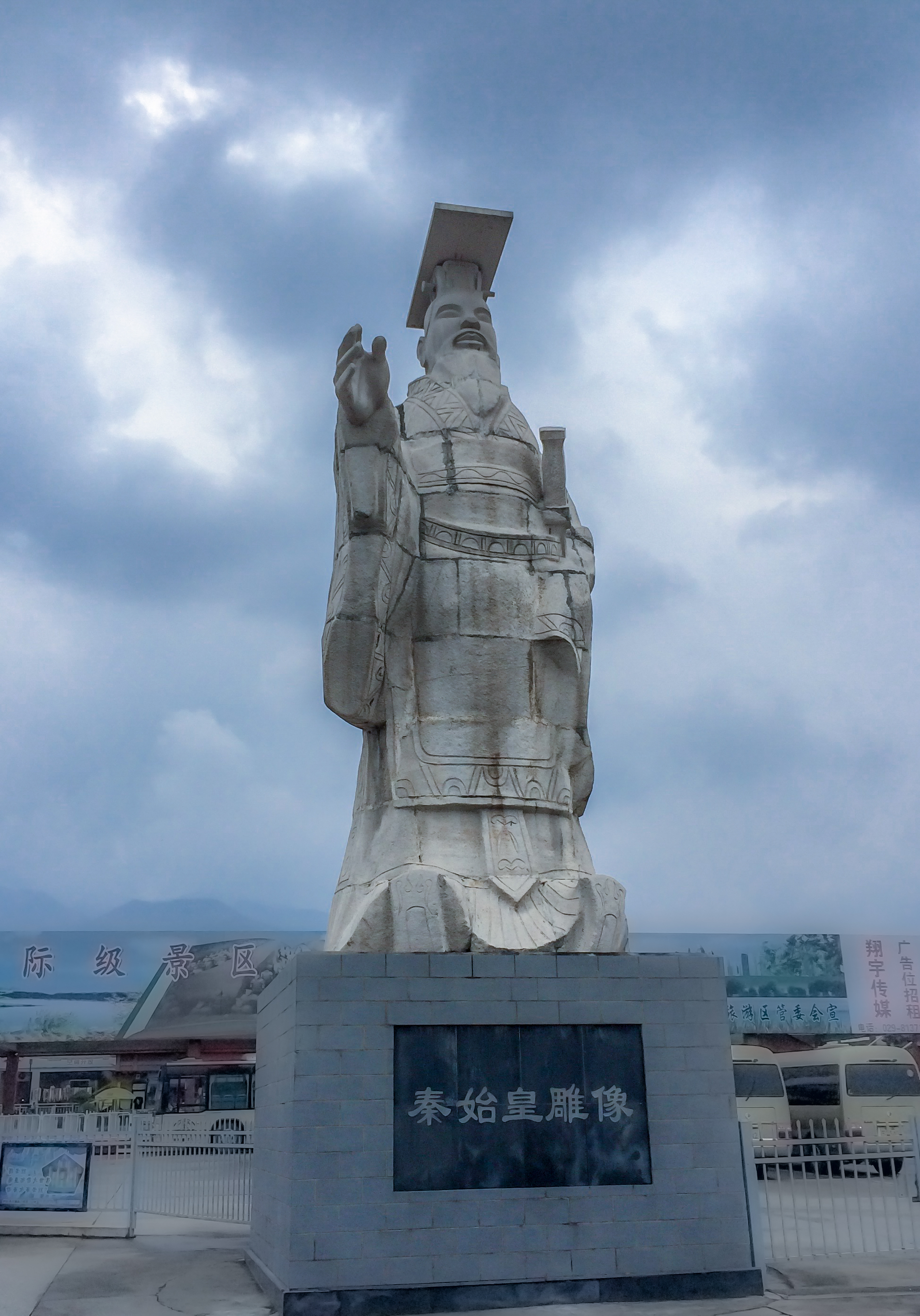
現代になって兵馬俑近郊に建設された始皇帝像

#### 皇帝
中国が統一され、初めて強大なひとりの権力者の支配に浴した。最初に秦王政は、重臣の王綰・馮劫・李斯らに称号を刷新する審議を命じた。それまで用いていた「王」は周の時代こそ天下にただ一人の称号だったが、春秋・戦国時代を通じ諸国が成立し、それぞれの諸侯が名乗っていた。統一を成し遂げた後には「王」に代わる尊称が求められた。王綰らは、五帝さえ超越したとして三皇の最上位である「泰皇」の号を推挙し、併せて指示を「命」→「制」、布告を「令」→「詔」、自称を謙譲的な「寡人」→「朕」にすべしと答申した。秦王政は答えて「去『泰』、著『皇』、采上古『帝』位號、號曰『皇帝』。他如議。」「始皇本紀第六」「泰皇の泰を去り、上古の帝位の号を採って皇帝と号し、その他は議の通りとしよう」（『史記Ⅰ本記』ちくま学芸文庫 小竹文夫・小竹武夫訳 P145）と、新たに「皇帝」の称号を使う決定を下した。

#### 五徳終始
始皇帝はまた戦国時代に成立した五行思想（金、木、水、火、土）と王朝交代を結びつける説を取り入れた。これによると、周王朝は「赤」色の「火」で象徴される徳を持って栄えたと考えられる。続く秦王朝は相克によって「火」を討ち滅ぼす「黒」色の「水」とされた。秦国の君主・文公が渭水流域で黒龍を捕獲したとされる伝説的事件。『史記』『漢書』に記録され、秦が「水徳」を受けたという王権神授説の根拠とされた。思想を元に、儀礼用衣服や皇帝の旗（旄旌節旗）には黒色が用いられた。『史記』の伝説では秦の始祖、大費（柏翳）が成功し、舜に黒色の旗を貰った、と有る。五行の「水」は他に、方位の「北」、季節の「冬」、数字の「6」でも象徴された。

#### 政治
始皇帝は周王朝時代から続いた古来の支配者観を根底から覆した。政治支配は中央集権が採用されて被征服国は独立国の体を廃され、代わって36の郡が置かれ、後にその数は48に増えた。郡は「県」で区分され、さらに「郷」そして「里」と段階的に小さな行政単位が定められた。これは郡県制を中国全土に施行したものである。
統一後、臣下の中では従来の封建制を用いて王子らを諸国に封じて統治させる意見が主流だったが、これは古代中国で発生したような政治的混乱を招く と強硬に主張した李斯の意見が採られた。こうして、過去の緩やかな同盟または連合を母体とする諸国関係は刷新された。伝統的な地域名は無くなり、例えば「楚」の国の人を「楚人」と呼ぶような区別はできなくなった。人物登用も、家柄に基づかず能力を基準に考慮されるようになった。

#### 伝国玉璽
伝国璽（でんこくじ）は、中国の歴代王朝および皇帝に代々受け継がれてきた玉璽（皇帝用の印）のこと。秦の始皇帝より以前は、周王朝37代にわたって保持されてきた九鼎が帝権の象徴であり、それを持つ者が、すなわち天子とされた。周が秦に滅ぼされた時に、秦朝は新たに玉璽を刻し、これを帝権の象徴とした。

「受命於天，既寿永昌」

祭器である鼎から、公文書の決裁印（官印）である印璽への権威材の交代は、国権の基盤が祭礼から法・行政機構へと移行したことを示すものであり、春秋時代末期に起こった中国の社会構造の大転換を象徴するものと言える。
始皇帝の時代に霊鳥の巣が見つかり、そこに宝玉があった。これを瑞兆とした始皇帝は、李斯に命じて「受命于天既壽永昌」と刻ませ、形を整え、皇帝専用の璽としたという。なお、銘は「受命于天既壽且康」であったとする書（『漢官儀』後漢末）もある。永昌とするのは『呉書』（韋昭。陳寿の『呉書』と別のもの）など。

#### 経済など
始皇帝と李斯は、度量衡や通貨、荷車の軸幅（車軌）、また位取り記数法 などを統一し、市制の標準を定めることで経済の一体化を図った。さらに、各地方の交易を盛んにするため道路や運河などの広範な交通網を整備した。各国でまちまちだった通貨は半両銭に一本化された。そして最も重要な政策に、漢字書体の統一が挙げられる。李斯は秦国内で篆書体への一本化を推進した。皇帝が使用する文字は「篆書」と呼ばれ、これが標準書体とされた。臣下が用いる文字は「隷書」として、程邈という人物が定めたというが、一人で完成できるものとは考えにくい。その後、この書体を征服したすべての地域でも公式のものと定め、中国全土における通信網を確立するために各地固有の書体を廃止した。
度量衡を統一するため、基準となる長さ・重さ・容積の標準器が製作され各地に配られた。これらには篆書による以下の詔書（権量銘）が刻まれている。

### 大土木事業

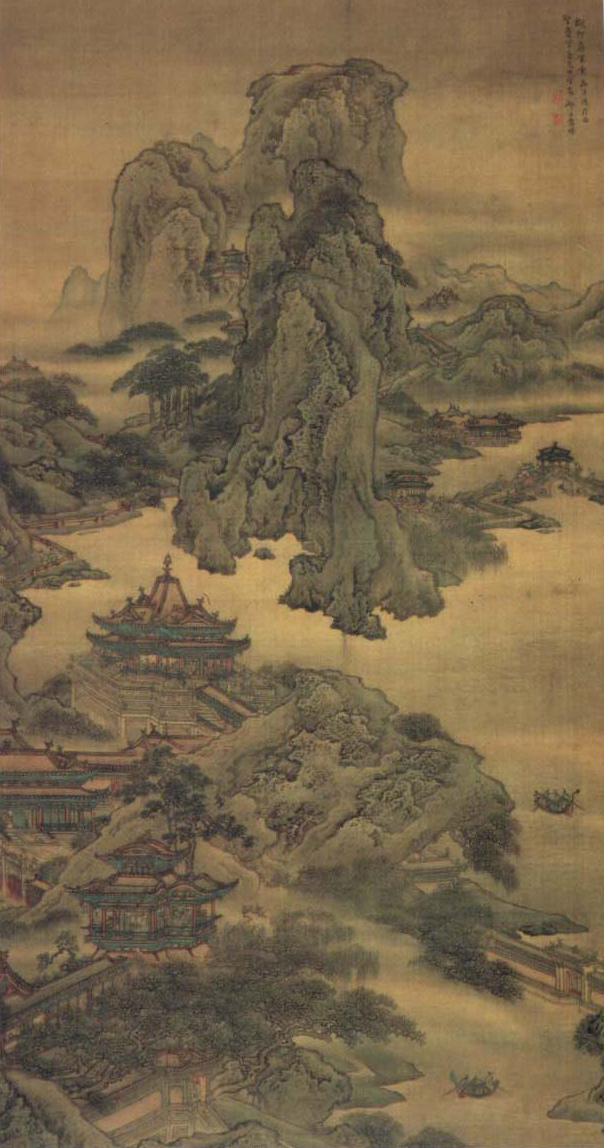
阿房宮図。清代の袁耀作。

#### 咸陽城と阿房宮
始皇帝は各地の富豪12万戸を首都・咸陽に強制移住させ、また諸国の武器を集めて鎔かし十二金人を製造した。これは地方に残る財力と武力を削ぐ目的で行われた。咸陽宮は渭水（渭河）北岸の台地に位置し、統一後の始皇帝が六国の宮殿を模倣して拡張したことで知られる。政治の中枢として諸侯の謁見や国宴が行われ、『三輔黄図』では「紫微宮（天帝の居所）を模した」と記述される。咸陽城には滅ぼした国々から娼妓や美人などが集められ、六国の珍宝は尽く咸陽に運ばれた。その度に宮殿は増築を繰り返し、宮殿の装飾に莫大な貴金属・宝石が使用された。人口は膨張し、従来の渭水北岸では手狭になった。
始皇35年（前212年）、始皇帝は皇帝の居所にふさわしい宮殿の建設に着手し、渭水南岸に広大な阿房宮建設に着手した。ここには恵文王時代に建設された宮殿があったが、始皇帝はこれを300里前後まで拡張する計画を立てた。咸陽宮と空中閣道で連結する構想だった。最初に1万人が座れる前殿が建設され、門には磁石が用いられた。居所である紫宮は四柱が支える大きなひさし（四阿旁広）を持つ 巨大な宮殿であった。「秦の四大工程」（万里長城・始皇帝陵・秦直道と並ぶ）の一つで、過酷な労働徴発が民衆反乱を招いた象徴とされる。唐代の杜牧は賦で「民力を搾取した秦の驕り」と「六国の財宝が散乱する様」を描写することで批判し、後世の統治者への警告とした。
名称「阿房」とは仮の名称である。この「阿房」は史記・秦始皇本紀には「作宮阿房、故天下謂之阿房宮（宮を阿房に作る。故に天下之を阿房宮と謂う）」とあり地名 であるが、学者は「阿」が近いという意味から咸陽近郊の宮を指すとも、四阿旁広の様子からつけられたとも、始皇帝に最も寵愛された妾の名 とも言う。

#### 秦始皇帝陵 （驪山陵）
秦王に即位した紀元前247年には自身の陵墓建設に着手した。それ自体は寿陵と呼ばれ珍しいことではないが、陵墓は規模が格段に大きかった。始皇帝陵は「死後の世界も生前と同様」という思想に基づき、秦の都・咸陽を模した回字形の構造を持つ。陵園は陵園区と従葬区に分かれ、総面積は約56.25平方キロメートル。地宮を中心に、内城・外城・外城外の4層構造で構成され、厳密な主従関係が存在する。陵墓はピラミッド型の土塁で高さ76mである。長年の浸食で頂部は丸くなっている。地中レーダー探査により、封土内部に九層の壇状構造が確認されている。各層は厚さ3-8メートルの人工的な夯土（こうど：突き固めた土）で構成され、『漢書』劉向伝に「中成観遊、上成山林」と記される「九層の台」の実態と推定。戦国時代の斉国で発達した「陰陽五行説」と「神仙思想」の融合を示す。『史記』封禅書に記される始皇帝の崑崙山崇拝を具現化したもの。阿房宮の南80里にある驪山（所在地：北緯34度22分52.75秒 東経109度15分13.06秒 / 北緯34.3813194度 東経109.2536278度）が選ばれ始められた建設は、統一後に拡大された。始皇帝の晩年には阿房宮と驪山陵の建設に隠宮の徒刑者70万人が動員されたという記録がある。
驪山の北麓に位置し、渭水の南岸に面する。山の起伏と河川に囲まれた台地は、風水的に「蓮の花の中心に位置する」と形容され、当時の礼制（尊長は西、卑幼は東）に従って選ばれた。
内城は周長3870メートル、外城は6210メートルで、共に版築（夯土）技法で築かれた。内城は南北に分割され、南部に地宮と封土が集中し、北部は祭祀施設や陪葬墓区となっている。

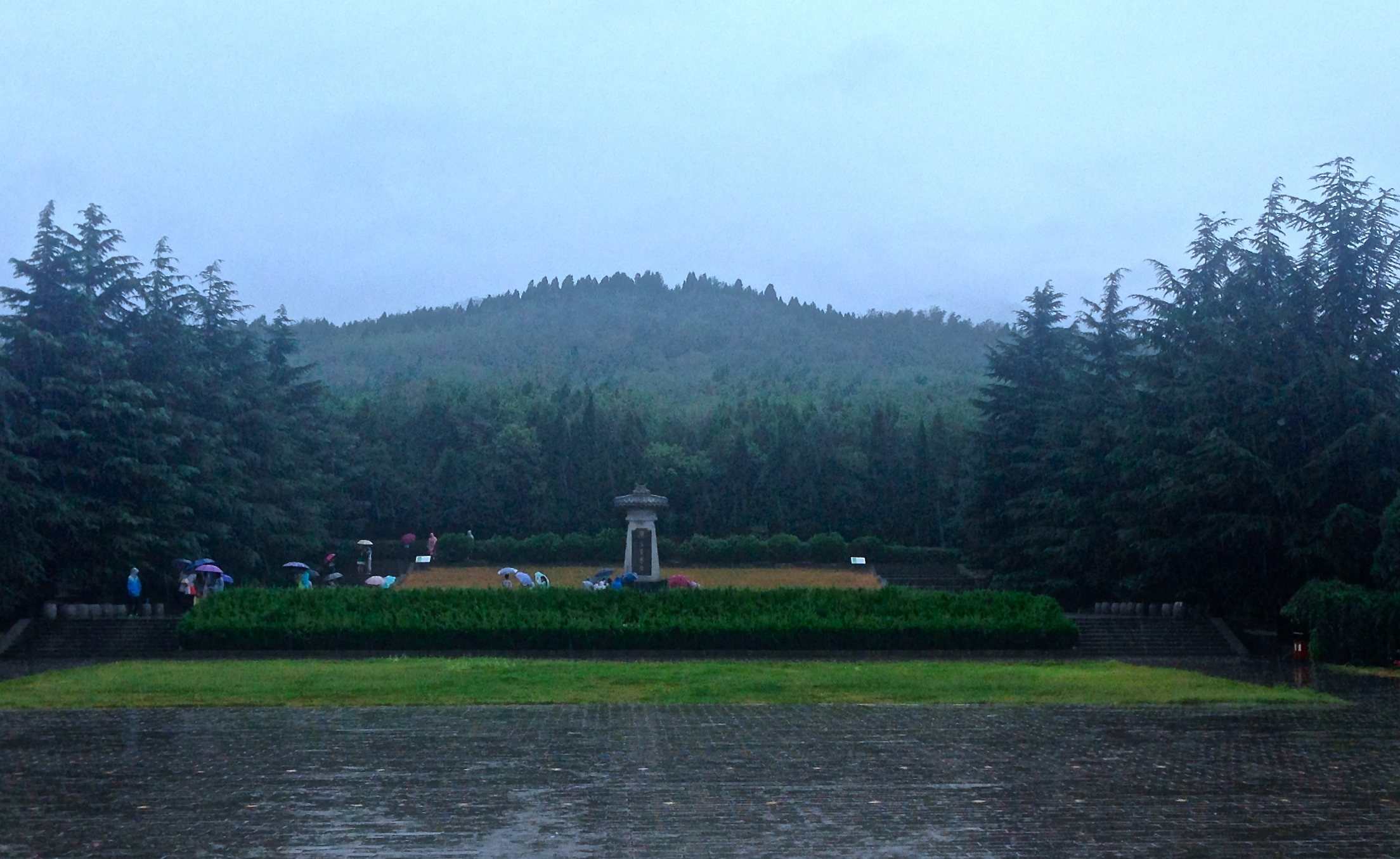
始皇帝陵（驪山陵）

木材や石材が遠方から運ばれ、地下水脈に達するまで掘削した陵の周囲は銅で固められた。その中に地下宮殿や楼観が造られた。さらに水銀が流れる川が100本造られ、江河や大海を再現。「天体」を再現した装飾がなされ、人魚の脂を灯とした。侵入者を撃つ石弓が据えられたという。珍品や豪華な品々が集められ、俑で作られた官臣が備えられた。これは、死後も生前と同様の生活を送ることを目的とした荘厳な建築物であり、現世の宮殿である阿房宮との間80里は閣道で結ばれた。
1974年3月29日、井戸掘りの農民たちが兵馬俑を発見したことで、始皇帝陵は世界的に知られるようになった。ただし、始皇帝を埋葬した陵墓の発掘作業が行われておらず、比較的完全な状態で保存されていると推測される。現代になり、考古学者は墓の位置を特定して、探針を用いた調査を行った。この際、自然界よりも濃度が約100倍高い水銀が発見され、伝説扱いされていた建築が事実だと確認された。
なお、現在は「始皇帝陵」という名前が一般的になっているが、このように呼ばれるようになったのは漢代以降のことであり、それ以前は「驪山」と呼ばれていた。

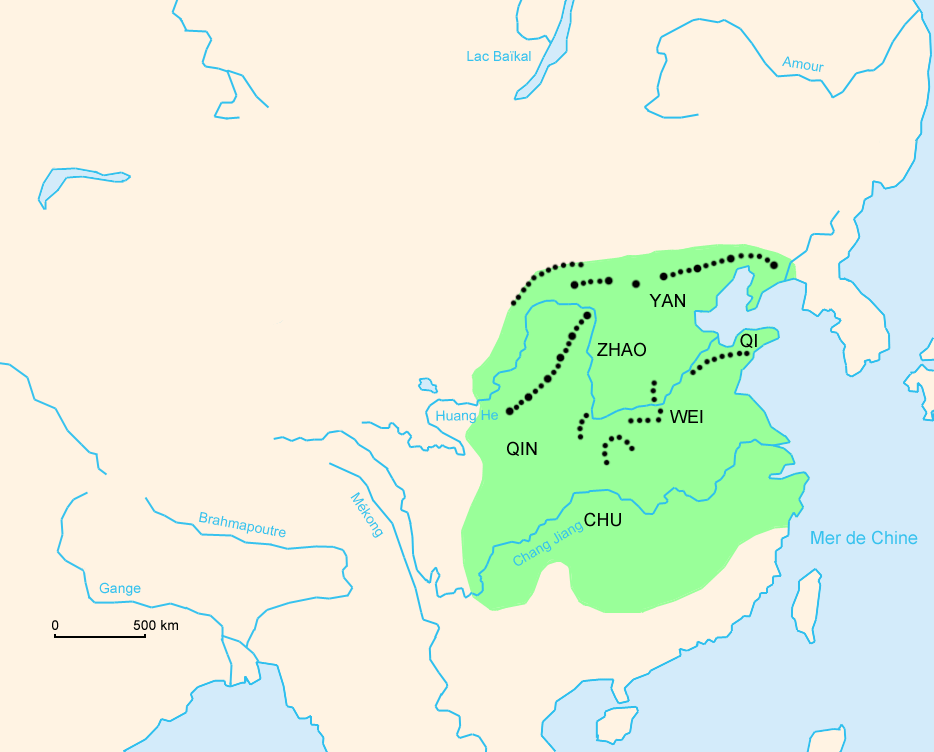
秦代の長城。小さな点は戦国時代までにあったもの。大きな点が始皇帝によって建設された部分。後の王朝も改修や延長を行い現在に至る。

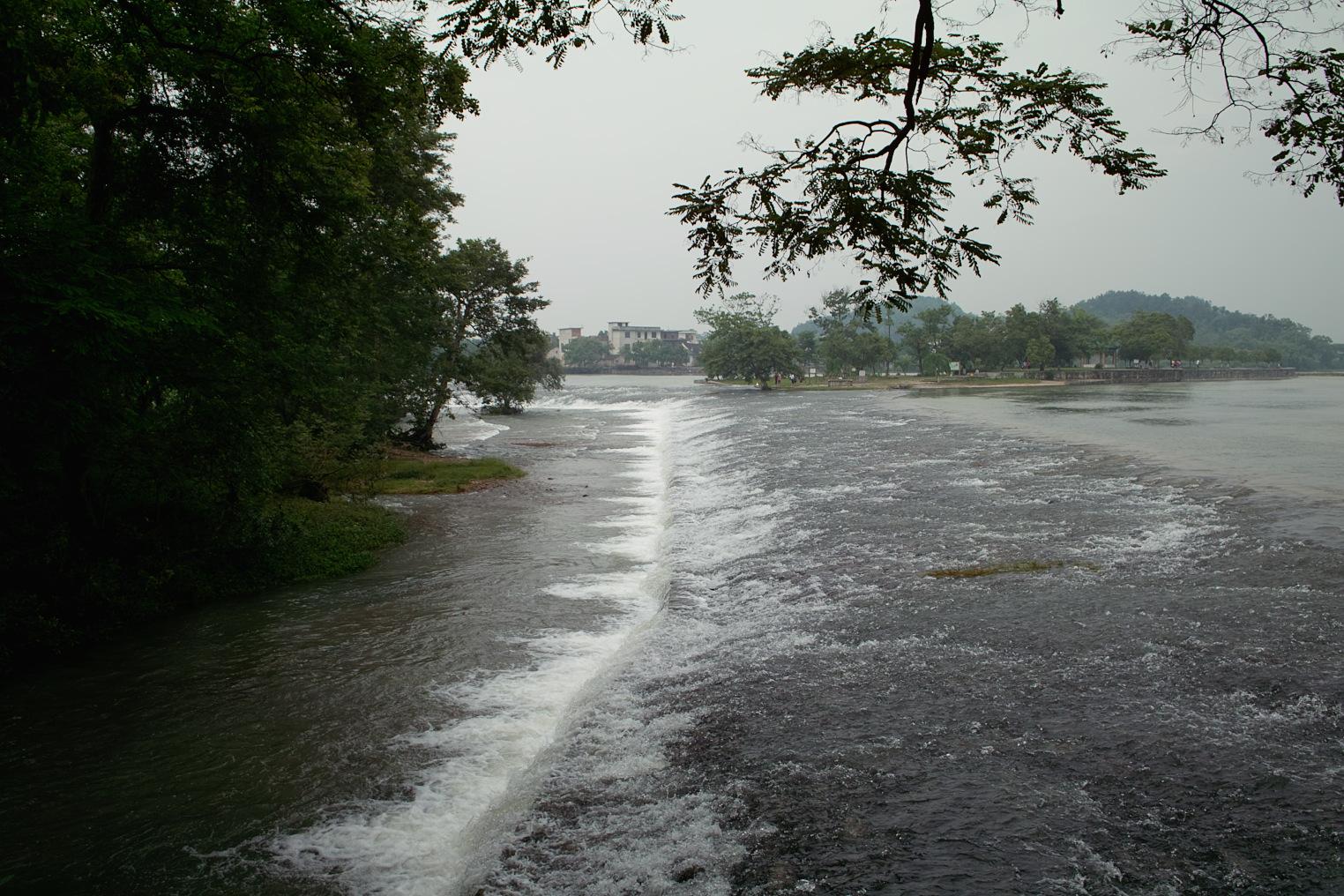
現代に残る霊渠

#### 万里の長城
中国は統一されたが、始皇帝はすべての敵を殲滅できたわけではなかった。それは北方および北西の遊牧民であった。戦国七雄が争っていたころは匈奴も東胡や月氏と牽制し合い、南に攻め込みにくい状態にあった。しかし、中国統一のころには勢力を強めつつあったので、防衛策を講じた。。始皇帝は蒙恬を北方防衛に当たらせた。そして巨大な防衛壁建設に着手した。逮捕された不正役人を動員して建造した この壁は、現在の万里の長城の前身にあたる。これは、過去400年間にわたり趙や中山国など各国が川や崖と接続させた小規模な国境の壁をつなげたものであった。

#### 霊渠
中国南部の有名なことわざに「北有長城、南有霊渠」というものがある。始皇33年（前214年）、始皇帝は軍事輸送のため大運河の建設に着手し、中国の南北を接続した。長さは34kmに及び、長江に流れ込む湘江と、珠江の注ぐ漓江との間をつないだ。この運河は中国の主要河川2本をつなぐことで秦の南西進出を支えた。これは、万里の長城・四川省の都江堰と並び、古代中国三大事業のひとつに挙げられる。

#### 秦直道
中国・秦代に建設された軍事用の直線道路。始皇帝の命により、将軍・蒙恬が監督し、匈奴への防衛と北方領土の統制を目的として紀元前212年から建設が開始された。咸陽（現・陝西省咸陽市）を起点とし、九原郡（現・内蒙古自治区包頭市付近）に至る全長約700キロメートルの道路網で、「古代の高速道路」とも称される。司馬遷の『史記』には「道広五十歩、三丈ごとに松を植う」との記述があり、道路の幅約70メートル（秦代の1歩≈1.4メートル）、両側に松が植えられた大規模な構造が窺える。前漢時代も国防幹線として活用され、唐代には「聖人条」の別名で記録に現れる。
現代の調査では、陝西省・甘粛省・内蒙古自治区を縦断するルートが確認されている。特筆すべきは地形適応技術で、山岳地帯では尾根筋を選んで直線性を維持し、黄土高原では大規模な盛土工事が実施された。延安市周辺には未だに高さ20メートルを超える道路遺構が残存する。

### 天下巡遊
中国を統一した翌年の紀元前220年に始皇帝は天下巡遊を始めた。最初に訪れた隴西（甘粛省東南・旧隴西郡）と北地（甘粛省慶陽市寧県・旧北地郡）は いずれも秦にとって重要な土地であり、これは祖霊に統一事業の報告という側面があったと考えられる。
しかし始皇28年（前219年）以降4度行われた巡遊は、皇帝の権威を誇示し、各地域の視察および祭祀の実施などを目的とした距離も期間も長いものとなった。これは『書経』「虞書・舜典」にある舜が各地を巡遊した故事 に倣ったものとも考えられる。始皇帝が通行するために、幅が50歩（67.5m）あり、中央には松の木で仕切られた皇帝専用の通路を持つ「馳道」が整備された。
順路は以下の通りである。

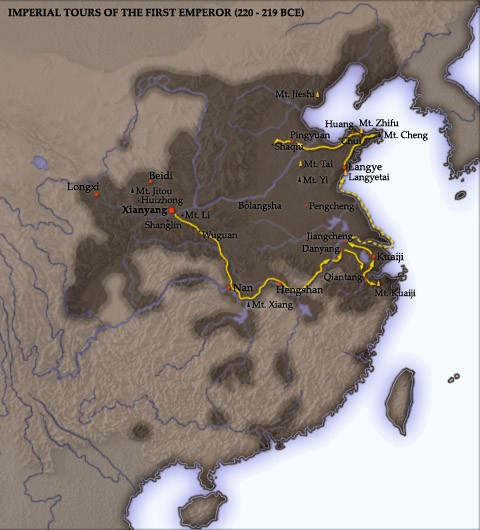
始皇帝の天下巡遊路

- 始皇28年（前219年、第1回）：咸陽‐嶧山（山東省鄒城市）‐泰山（山東省泰安市）‐黄（山東省竜口市）‐腄（山東省煙台市福山区）‐成山（山東省栄成市）‐之罘（山東省煙台市芝罘区）‐瑯琊（山東省青島市黄島区）‐彭城（江蘇省徐州市）‐衡山（湖南省湘潭市）‐南郡（湖北省南部）‐湘山祠（湖南省岳陽市君山区）‐武関（陝西省丹鳳県）‐咸陽[105][注 3]
- 29年：咸陽‐陽武（河南省新郷市原陽県）‐之罘‐瑯琊‐上党（山西省長治市）‐咸陽[106]
- 始皇32年（前215年、第3回）：咸陽‐碣石（河北省秦皇島市昌黎県）‐上郡（陝西省北部）‐咸陽[107]
- 始皇37年（前210年、第4回）：咸陽‐雲夢（湖北省雲夢県）‐海渚（安徽省安慶市迎江区）‐丹陽（江蘇省南京市）‐銭唐（浙江省杭州市）‐会稽（浙江省紹興市）‐呉（江蘇省蘇州市）‐瑯琊‐成山‐之罘‐平原津（山東省徳州市平原県）‐沙丘（河北省邢台市広宗県）[108]

これら巡遊の証明はもっぱら『史記』の記述のみに頼っていた。しかし、1975-76年に湖北省孝感市雲夢県の戦国‐秦代の古墳から発掘された睡虎地秦簡の『編年紀』と名づけられた竹簡の「今二十八年」条の部分から「今過安陸」という文が見つかった。「今」とは今皇帝すなわち始皇帝を指し、「二十八年」は始皇28年である紀元前219年の出来事が書かれた部分となる。「今過安陸」は始皇帝が安陸（湖北省南部の地名）を通過したことを記録している。短い文章ではあるが、これは同時期に記録された巡遊を証明する貴重な資料である。

#### 封禅

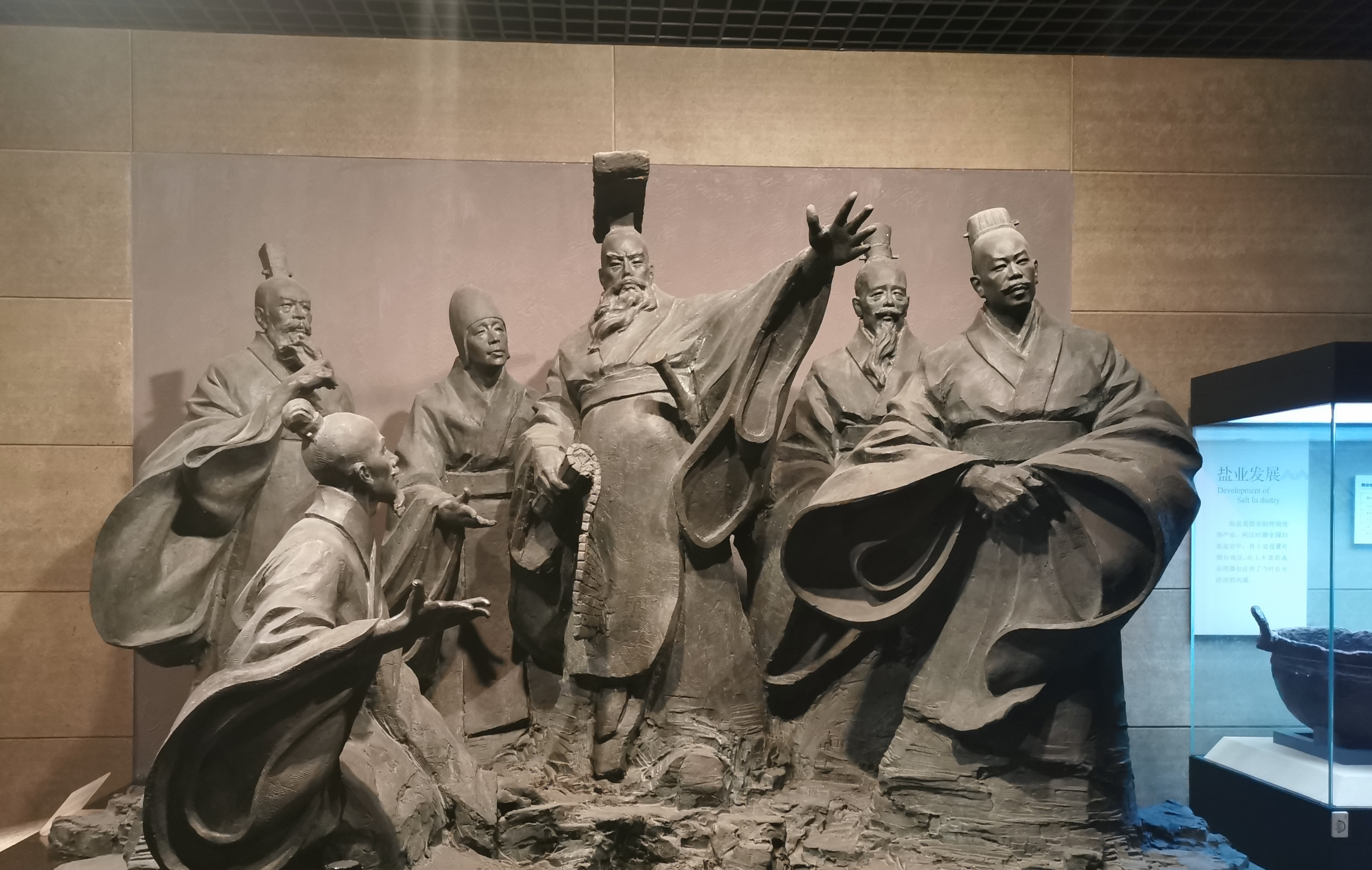
始皇帝の東方の巡遊

第1回目の巡遊は主に東方を精力的に回った。途中の泰山にて、始皇帝は封禅の儀を行った。これは天地を祀る儀式であり、天命を受けた天子の中でも功と徳を備えた者だけが執り行う資格を持つとされ、かつて斉の桓公が行おうとして管仲が必死に止めたと伝わる。始皇帝は、自らを五徳終始思想に照らし「火」の周王朝を次いだ「水」の徳を持つ有資格者と考え、この儀式を遂行した。
しかし管仲の言を借りれば、最後に封禅を行った天子は周の成王であり、すでに500年以上の空白があった。式次第は残されておらず、始皇帝は儒者70名ほどに問うたが、その返答はばらばらで何ら参考になるものはなかった。結局始皇帝は彼らを退け、秦で行われていた祭祀を基にした独自の形式で封禅を敢行した。頂上まで車道が敷かれ、南側から登った始皇帝は山頂に碑を建て、「封」の儀式を行った。下りは北側の道を通り、隣の梁父山で「禅」の儀式を終えた。
この封禅の儀は、詳細が明らかにされなかった。排除された儒家たちは「始皇帝は暴風雨に遭った」など推測による誹謗を行ったが、儀礼の不具合を隠す目的があったとか、我流の形式であったため後に正しい方法がわかったときに有効性を否定されることを恐れたとも言われる。吉川忠夫は、始皇帝は泰山で自らの不老不死を祈る儀式も行ったため、全容を秘匿する必要があったのではとも述べた。

#### 神仙への傾倒

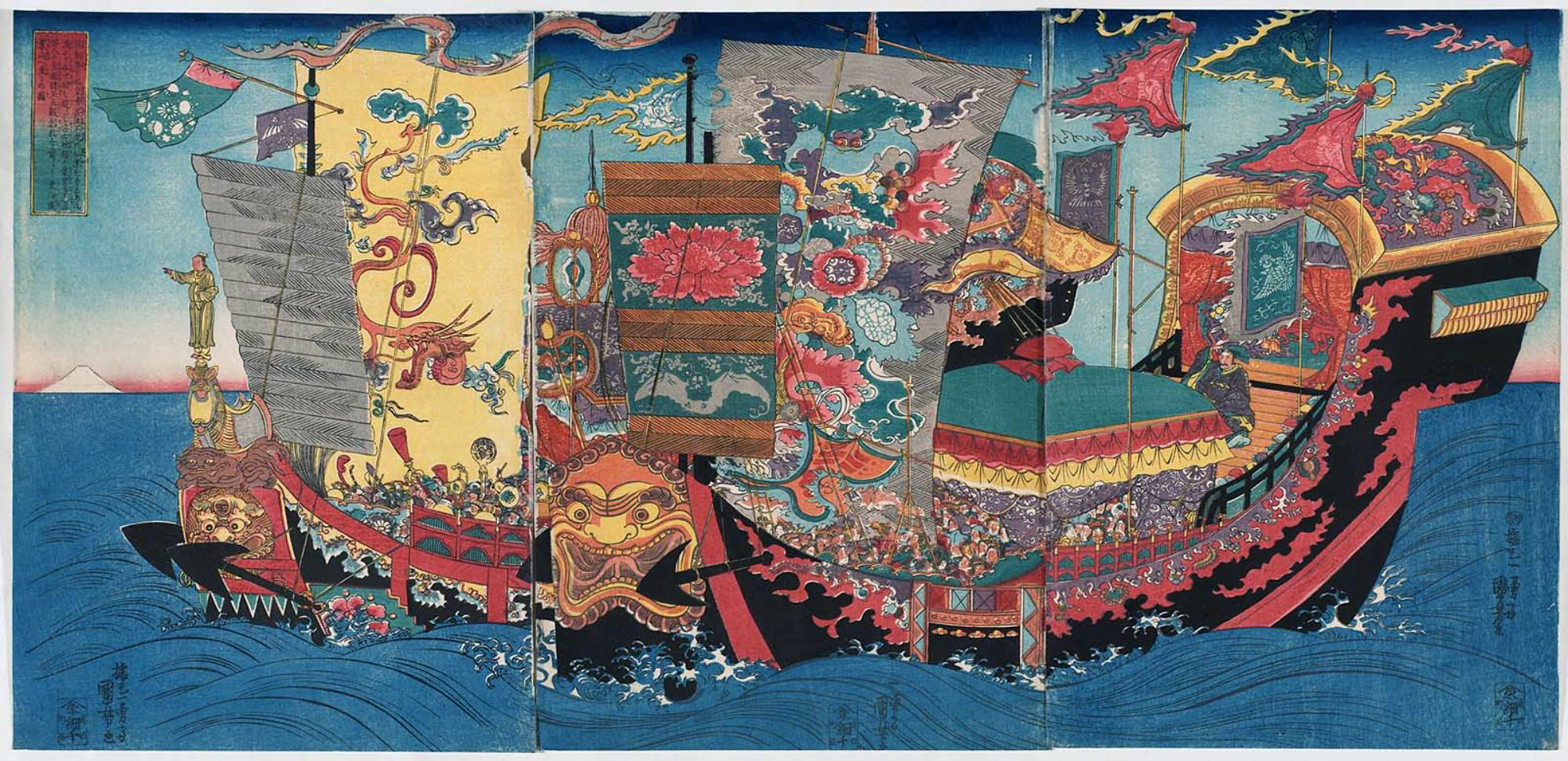
不死の妙薬を求めて紀元前219年に出航した徐巿の船。

泰山で封禅の儀を行った後、始皇帝は山東半島を巡る。これを司馬遷は「求僊人羨門之屬」と書いた。僊人とは仙人のことであり、始皇帝が神仙思想に染まりつつあったことを示し、そこに取り入ったのが方士と呼ばれる者たちであった。方士とは不老不死の秘術を会得した人物を指すが、実態は「怪迂阿諛苟合之徒」 と、怪しげで調子の良い（苟合）話によって権力者にこびへつらう（阿諛 - ごまをする）者たちであったという。
その代表格が、始皇帝が瑯琊で石碑（瑯琊台刻石）を建立した後に謁見した徐巿である。斉の出身である徐巿は、東の海に伝説の蓬萊山など仙人が住む山（三神山）があり、それを探り1000歳と言われる仙人の安期生を伴って帰還する ための出資を求める上奏を行った。始皇帝は第1回の巡遊で初めて海を見たと考えられ、中国一般にあった「海は晦なり」（海は暗い‐未知なる世界）で表される神秘性に魅せられ、これを許可して数千人の童子・童女を連れた探査を指示した。第2回巡遊でも瑯琊を訪れた始皇帝は、風に邪魔されるという風な徐巿の弁明に疑念を持ち、他の方士らに仙人の秘術探査を命じた。言い逃れも限界に達した徐巿も海に漕ぎ出し、手ぶらで帰れば処罰されると恐れた一行は逃亡した。伝説では、日本にたどり着き、そこに定住したともいう。

#### 始皇七刻石
各地を巡った始皇帝は、伝わるだけで7つの碑（始皇七刻石）を建立した。第1回では嶧山と封禅を行った泰山そして瑯琊、第2回では之罘に2箇所、第3回では碣石、第4回では会稽である。現在は泰山刻石と瑯琊台刻石の2碑が極めて不完全な状態で残されているのみであり、碑文も『史記』に6碑が記述されるが嶧山刻石のそれはない。碑文はいずれも小篆で書かれ、始皇帝の偉業を称える内容である。

#### 逸話
始皇帝の巡遊にはいくつかの逸話がある。第1回の旅で彭城に立ち寄った際、鼎を探すため泗水に千人を潜らせたが見つからなかったと『史記』にある。これは昭王の時代に周から秦へ渡った九つの鼎の内の失われた一つであり、始皇帝は全てを揃え王朝の正当性を得ようとしたが、かなわなかった。この件について北魏時代に酈道元が撰した『水経注』では、鼎を引き上げる綱を竜が噛みちぎったと伝える。後漢時代の武氏祠石室には、この事件を伝える画像石「泗水撈鼎図」があり、切れた綱に転んだ者たちが描かれている。

#### 始皇帝の暗殺未遂
帝は秦王政の時代に荊軻の暗殺計画から辛くも逃れたが、皇帝となった後にも少なくとも3度生命の危機にさらされた。

#### 高漸離の暗殺未遂
荊軻と非常に親しい間柄だっ。高漸離は筑の名手であった。燕の滅亡後に身を隠していたが筑の演奏が知られ、始皇帝にまで聞こえ召し出された。ところが荊軻との関係が露呈してしまった。この時は腕前が惜しまれ、眼をつぶされることで処刑を免れた。こうして始皇帝の前で演奏するようになったが、復讐を志していた。高漸離は筑に鉛塊を仕込み、それを振りかざして始皇帝を打ち殺そうとした。しかしそれは空振りに終わり、高漸離は処刑された。この後、始皇帝は滅ぼした国に仕えた人間を近づけないようにした。

#### 張良の暗殺未遂
第2回巡遊で一行が陽武近郊の博浪沙という場所を通っていた時、突然120斤（約30kg）の鉄錐が飛来した。これは別の車を砕き、始皇帝は無傷だった。この事件は、滅んだ韓の貴族だった張良が首謀し、怪力の勇士を雇い投げつけたものだった。この事件の後、大規模な捜査が行われたが張良と勇士は逃げ延びた。

#### 咸陽での襲撃
始皇31年（前216年）、始皇帝が4人の武人だけを連れたお忍びの夜間外出を行った際、蘭池という場所で盗賊が一行を襲撃した。この時には取り押さえに成功し、事なきを得た。さらに20日間にわたり捜査が行われた。

### 「真人」の希求
天下を統一し封禅の祭祀を行った始皇帝は、すでに自らを歴史上に前例のない人間だと考え始めていた。第1回巡遊の際に建立された琅邪台刻石には「古代の五帝三王の領地は千里四方の小地域に止まり、統治も未熟で鬼神の威を借りねば治まらなかった」と書かれている。このように五帝や三王（夏の禹王、殷の湯王、周の文王または武王）を評し、遥かに広大な国土を法治主義で見事に治める始皇帝が彼らをはるかに凌駕すると述べている。逐電した徐巿 に代わって始皇帝に取り入ったのは燕出身の方士たちであり、特に盧生は様々な影響を与えた。

#### 『録図書』と胡の討伐
盧生は徐巿と同様に不老不死を餌に始皇帝に近づき、秘薬を持つ仙人の探査を命じられた。仙人こそ連れて来なかったが、『録図書』という予言書を献上した。その中にある「秦を滅ぼす者は胡」 という文言を信じ、始皇帝は周辺民族の征伐に乗り出した。
万里の長城を整備したことからも、秦王朝にとって外敵といえば、まず匈奴が挙げられた。始皇帝は北方に駐留する蒙恬に30万の兵を与えて討伐を命じた。軍がオルドス地方を占拠すると、犯罪者をそこに移し、44の県を新設した。さらに現在の内モンゴル自治区包頭市にまで通じる軍事道路「秦直道」を整備した。
一方で南には嶺南へ圧迫を加え、そこへ逃亡者や働かない婿、商人ら を中心に編成された軍団を派遣し、現在の広東省やベトナムの一部も領土に加えた。ここにも新たに3つの郡が置かれ、犯罪者50万人を移住させた。

#### 不老不死の薬
2002年に湖南省の井戸の底から発見された3万6000枚に及ぶ木簡の中に、始皇帝が国内各地で不死の薬を探すよう命じた布告や、それに対する地方政府の返答が含まれていた。この発見により布告が辺境地域や僻村にまでも通達されていたことが分かった。
地方政府の返答には「そのような妙薬はまだ見つかっていないが引き続き調査している」「地元の霊山で採取した薬草が不老不死に効くかもしれない」など当惑した様子がうかがわれる。
2025年6月に中華人民共和国青海省マド県のザリン湖北岸（標高4,300m）で発見された秦代の摩崖石刻。37字の篆書で「始皇帝が崑崙山に不老不死の薬を採集する使者を派遣した」ことを記録した金石文。
史書（『史記』）に未記載の「陸路による不老不死薬探索」を初めて実証。従来の徐福東渡説を補完する「海陸二重戦略」の存在を示唆。石刻が位置するザリン湖南岸のバヤンカラ山脈一帯を、先秦文献（『山海経』『禹貢』）が指す「崑崙神山」と同定。神話地理の実在性を裏付ける。唐代の「唐蕃古道」より900年早い秦代の中原－青藏高原ルートを証明。秦王朝の支配圏が甘粛省臨洮（りんとう）を超え青海まで及んだ可能性を示す。

### 佩剣
泰阿剣（太阿の剣），『越絶書』によると、剣の鑑定士でもあった風胡子が鋳剣の名匠の欧冶子とその同門であり婿である干将にこの泰阿剣を作らせた。『史記・李斯列伝』には、“今陛下に送った昆山の玉は、随和の宝で、明かりが垂れる月の珠、太阿の剣に服する。”

### 焚書坑儒

#### 焚書
始皇34年（前213年）、胡の討伐が成功裏に終わり開かれた祝賀の席が、焚書の引き金となった。臣下や博士らが祝辞を述べる中、博士の一人であった淳于越が意見を述べた。その内容は、古代を手本に郡県制を改め封建制に戻すべしというものだった。始皇帝はこれを群臣の諮問にかけた が、郡県制を推進した李斯が再反論し、始皇帝もそれを認可した。その内容は、農学・医学・占星学・占術・秦の歴史を除く全ての書物を、博士官にあるものを除き焼き捨て、従わぬ者は顔面に刺青を入れ、労役に出す。政権への不満を論じる者は族誅するという建策を行い、認められた。特に『詩経』と『書経』の所有は、博士官の蔵書を除き 厳しく罰せられた。
始皇帝が信奉した『韓非子』「五蠹」には「優れた王は不変の手法ではなく時々に対応する。古代の例にただ倣うことは、切り株の番をするようなものだ」と論じられている。こういった統治者が生きる時代背景に応じた政治を重視する考えを「後王思想」と言い、特に儒家の主張にある先王を模範とすべしという考えと対立するものだった。始皇帝自身がこの思想を持っていたことは、巡遊中の各刻石の文言からも読み取れる。
すでに郡県制が施行されてから8年が経過した中、淳于越がこのような意見を述べ、さらに審議された背景には、先王尊重の思想を持つ集団が依然として発言力を持っていた可能性が指摘される。しかし始皇帝は淳于越らの意見を却下した。『韓非子』「姦劫弑臣」には「愚かな学者らは古い本を持ち出してはわめき合うだけで、目前の政治の邪魔をする」とある。この焚書は、旧書体を廃止し篆書体へ統一する政策の促進にも役立った。

#### 坑儒
始皇帝に取り入ろうとした方士の盧生は「真人」を説いた。真人とは『荘子』「内篇・大宗師」で言う水で濡れず火に焼かれない人物とも、「内篇・斉物論」で神と言い切られた存在 を元にする超人を指した。盧生は、身を隠していれば真人が訪れ、不老不死の薬を譲り受ければ真人になれると話した。始皇帝はこれを信じ、一人称を「朕」から「真人」に変え、宮殿では複道を通るなど身を隠すようになった。ある時、丞相の行列に随員が多いのを見て始皇帝が不快がった。後日見ると丞相が随員を減らしていた。始皇帝は側近が我が言を漏らしたと怒り、その時周囲にいた宦者らすべてを処刑したこともあった。ただし政務は従来通り、咸陽宮で全て執り行っていた。
しかし真人の来訪はなく、処罰を恐れた盧生と侯生は始皇帝の悪口を吐いて逃亡した。一方始皇帝は方士たちが巨額の予算を引き出しながら成果を挙げず、姦利を以って争い、あまつさえ怨言を吐いて逃亡したことを以って 監察に命じて方士らを尋問にかけた。彼らは他者の告発を繰り返し、法を犯した者約460人が拘束されるに至った。始皇35年（前212年）、始皇帝は彼らを生き埋めに処し、これがいわゆる坑儒であり、前掲の焚書と合わせて焚書坑儒と呼ばれる。『史記』には「儒」とは一字も述べられておらず「諸生」 と表記しているが、この行為を諌めた長子の扶蘇 の言「諸生皆誦法孔子」 から、儒家の比率は高かったものと推定される。
諫言を不快に思った始皇帝は扶蘇に、北方を守る蒙恬を監察する役を命じ、上郡に向かわせた。『史記』は、始皇帝が怒った上の懲罰的処分と記しているが、陳舜臣は別の考えを述べている。30万の兵を抱える蒙恬が匈奴と手を組み反乱を起こせば、統一後は軍事力を衰えさせていた秦王朝にとって大きな脅威となる。蒙恬を監視し抑える役目は非常に重要なもので、始皇帝は扶蘇を見込んでこの大役を任じたのではないかという。また、他の諸皇子は公務につかない限り平民として扱われていた が、扶蘇は任務に就いたことで別格となっている。いずれにしろこの処置は秦にとって不幸なものとなった。
坑儒について、別な角度から見た主張もある。これは、お抱えの学者たちに不老不死を目指した錬金術研究に集中させる目的があったという。処刑された学者の中には、これら超自然的な研究に携わった者も含まれる。坑儒は、もし学者が不死の解明に到達していれば処刑されても生き返ることができるという究極の試験であった可能性を示唆する。

### 祖龍の死

#### 不吉な暗示
『史記』によると、始皇36年（前211年）に東郡（河南・河北・山東の境界に当たる地域）に落下した隕石に、何者かが「始皇帝死而地分」（始皇帝が亡くなり天下が分断される）という文字を刻みつける事件が起きた。周辺住民は厳しく取り調べられたが犯人は判らず、全員が殺された 上、隕石は焼き砕かれた。空から降る隕石に文字を刻むことは、それが天の意志であると主張した行為であり、渦巻く民意を代弁していた。
また同年秋、ある使者が平舒道という所で出くわした人物から「今年祖龍死」という言葉を聞いた。その人物から滈池君へ返して欲しいと玉璧を受け取った使者は、不思議な出来事を報告した。次第を聞いた始皇帝は、祖龍とは人の先祖のこと、それに山鬼の類に長い先のことなど見通せまいとつぶやいた。しかし玉璧は、第1回巡遊の際に神に捧げるため長江に沈めたものだった。始皇帝は占いにかけ、「游徙吉」との告げを得た。そこで「徙」を果たすため3万戸の人員を北方に移住させ、「游」として始皇37年（前210年）に4度目の巡遊に出発した。

#### 最後の巡遊
末子の胡亥と左丞相の李斯を伴った第4回巡遊 は東南へ向かった。これは、方士が東南方向から天子の気が立ち込めているとの言を受け、これを封じるために選ばれた。500年後に金陵（南京）にて天子が現れると聞くと、始皇帝は山を削り丘を切って防ごうとした。また、海神と闘う夢を見たため弩を携えて海に臨み、之罘で大鮫魚を仕留めた。
ところが、平原津で始皇帝は病気となった。症状は段々と深刻になり、ついに蒙恬の監察役として北方にとどまっている 長子の扶蘇に「咸陽に戻って葬儀を主催せよ」との遺詔を口頭で、信頼を置く宦官の趙高 に作成させ託した。
始皇37年（紀元前210年）、始皇帝は沙丘の平台（現在の河北省邢台市広宗県）にて崩御。伝説によると彼は、宮殿の学者や医師らが処方した不死の効果を期待する水銀入りの薬を服用していたという。

### 死後

#### 隠された崩御
始皇帝の崩御が天下騒乱の引き金になることを李斯は恐れ、秘したまま一行は咸陽へ向かった。崩御を知る者は胡亥、李斯、趙高ら数名だけだった。死臭を誤魔化す為に大量の魚を積んだ車が伴走し、始皇帝がさも生きているような振る舞いを続けた 帰路において、趙高は胡亥や李斯に甘言を弄し、謀略に引き込んだ。扶蘇に宛てた遺詔は握りつぶされ、蒙恬ともども死を賜る詔が偽造され送られた。この書を受けた扶蘇は自殺し、疑問を持った蒙恬は獄につながれた。

#### 二世皇帝
始皇帝の崩御から2か月後、咸陽に戻った20歳の胡亥が即位し二世皇帝となり（紀元前210年）、始皇帝の遺体は驪山の陵に葬られた。そして趙高が権勢をつかんだ。蒙恬や蒙毅をはじめ、気骨ある人物はことごとく排除され、陳勝・呉広の乱を皮切りに各地で始まった反秦の反乱さえ趙高は自らへの権力集中に使った。そして李斯さえ陥れて処刑させた。
しかし反乱に何ら手を打てず、二世皇帝3年（前207年）には反秦の反乱の一つの勢力である劉邦率いる軍に武関を破られる。ここに至り、二世皇帝は言い逃ればかりの趙高を叱責したが、逆に兵を仕向けられ自殺に追い込まれた。趙高は二世皇帝の兄とも兄の子とも伝わる子嬰を次代に擁立しようとしたが、趙高は子嬰の命を受けた韓談によって刺し殺された。翌年、子嬰は皇帝ではなく秦王に即位したが、わずか46日後に劉邦に降伏し、項羽に殺害された。予言書『録図書』にあった秦を滅ぼす者「胡」とは、辺境の異民族ではなく胡亥のことを指していた。

#### 『趙正書』の記述
以上の始皇帝死去前後の経過は『史記』に基づくが、北京大学蔵西漢竹書の一つである『趙正書』にはこれと食い違う経過が記されている。大きな相違点の一つが胡亥即位の経緯で、『史記』は李斯・趙高の陰謀によるものとするのに対し、『趙正書』では、群臣が跡継ぎに胡亥を推薦し、嬴政がそれを裁可するという手続きを踏んだことになっている。

## 逸話と神話伝説
始皇帝の巡遊には、数多くの逸話が存在する。その統一事業や強権政治と並行して、多くの神話や伝説を生み出した。実像と虚像が交錯するこれらの物語は、後世の文学、芸術、民俗信仰に深い影響をもたらした。

### 九鼎と始皇帝
九鼎（きゅうてい）は、古代中国夏王朝の創始者・大禹（だいう）が治水成功後、九州の諸侯から献上された青銅を鋳造して作った九つの鼎。天下支配の正当性を象徴する王権の神器として夏・商・周三代に継承されたが、戦国末期に消失。紀元前256年、秦が周を滅ぼし九鼎を咸陽へ移送中、彭城（現徐州）付近の泗水で一鼎が落下。残り八鼎は秦に搬入された。始皇帝はその復元を試みるも失敗し、代わりに伝国璽を創製した。九鼎の行方は中国史上の重大な謎とされ、その伝説は後世の政治思想と芸術に深い影響を与えた。
探索失敗は始皇帝の「徳が三代に及ばぬ」という精神的打撃となり、洞庭湖では湘山の樹木を伐採し湘水の神への復讐を行った。

### 湘君と始皇帝
紀元前219年，第2回巡遊始皇帝は洞庭湖を経由して衡山（現在の安徽省霍山）へ向かう途中、湘山祠付近で暴風に遭い渡航を阻まれた。博士（学官）に「湘君は何の神か」と問うと、「堯の娘で舜の妻であり、この地に葬られた」と回答された。始皇帝は湘君の祟りと解釈し激怒。刑徒3,000人を動員し湘山の樹木を全て伐採させ、山肌を赤土むき出しにした（「赭其山」）。さらに、伝説によれば「封山大印」と呼ばれる玉璽を岩壁に刻み、湘水の神を永久的に封じ込めようとした。
『史記・秦始皇本紀』に基づき、自然神への帝王権力の挑戦として後世に広く知られる。

### 海神と始皇帝
『三斉略記』は、第3回巡遊で碣石に赴いた際に海神とのやりとりがあったことを載せている。この地で始皇帝は海に石橋を架けたが、この橋脚を建てる際に海神が助力を与えた。始皇帝は会見を申し込んだが、海神は醜悪な自らの姿を絵に描かないことを条件に許可した。しかし、臣下の中にいた画工が会見の席で足を使い筆写していた。これを見破った海神が怒り、始皇帝は崩れゆく石橋を急ぎ引き返して九死に一生を得たが、画工は溺れ死んだという。

### 安期生と始皇帝
安期生（あんきせい、生没年不詳）は、中国・秦代から漢代初期にかけて伝説化した方士（道教の修行者）。琅邪阜郷（現：山東省諸城市）出身とされ、「千歳翁」「北極真人」の異名を持つ。道教では仙人として崇められ、方仙道（神仙思想の一派）の開祖とされる。始皇帝や漢武帝が執拗に追跡した人物として史書に記録され、後世の詩文や民間伝承にも広く登場する。
『列仙伝』の記述によれば、始皇帝が東方巡幸の折、琅琊郡に至り、安期生の名を聞いて召し出した。皇帝と安期生は三日三夜にわたって語り合った。始皇帝は安期生を深く尊崇し、金銀宝玉や絹帛など数千万に値する財宝を賜った。安期生は財宝に未練を示さず、それらを阜郷亭（ふきょうてい）に置き去りにし、手紙と一足の「赤玉舄（せきぎょくせき：赤玉で作った履物）」を残した。手紙には「後数年、蓬莱山に於いて我を求めよ」と記されていた。

### 巴清と始皇帝
中国秦代の女性実業家巴寡妇清（巴清）と始皇帝の関係をめぐる史実と伝承を指す。司馬遷『史記』を初出とし、丹砂（辰砂）供給による政治的協力関係を基盤としながら、後世の文学作品でロマンチックな解釈が加えられた。現代では秦代女性の社会進出を考察する重要事例として研究対象となっている。
巴寡妇清（生没年不詳）は戦国末期の巴郡枳県（現・重慶市長寿区）出身。夫の死後、丹砂鉱業を継承し、採掘・精製・流通を独占。数千人の私兵を擁する巨大産業を築いた。始皇帝は陵墓建設用の水銀原料確保を目的に彼女と協力関係を構築。
始皇帝は彼女に対し、女性実業家初の「貞婦」称号授与、咸陽宮への招請による厚遇、さらに死後には故郷に「懐清台」の築造を命じるといった異例の待遇を与えた（『史記』貨殖列伝による）。

### 驪山神女と始皇帝
『太平御覧』『辛氏三秦記』記録。秦の始皇帝が驪山で神女と出会い、無礼な振る舞いをしたため、神女は始皇帝の顔に唾を吐き、全身に爛れた瘡（かさ）を生じさせた。始皇帝が謝罪すると、神女は温泉を湧き出させ、その湯で洗うことで瘡を治したとされる。この温泉が現在の「華清池」の起源と伝えられる。
- 別伝：女媧（じょか）廟で始皇帝が女媧像を褒めたたえた際、像が唾を吐きかけたというバリエーションも存在する。
清代の考証学者・俞樾は、驪山神女を「秦人の祖神・驪山老母」の分化した姿と指摘（また、驪山神女は女媧とも考えられています）。始皇帝が自らの祖先神を冒涜したという解釈から、伝説は秦の暴政への批判的寓意を含むとされる。

### 翁仲と始皇帝
始皇帝と伝説の巨人武将・翁仲（おうちゅう）にまつわる中国の著名な伝承。陵墓守護のシンボルとして発展し、玉彫りや石像などの文化遺産を生んだ。
本名は阮翁仲（げんおうちゅう）。秦始皇帝に仕えた武将で、身長は1丈3尺（約2.99メートル）の巨人とされる。匈奴討伐で活躍し、臨洮（りんとう）守備時に敵を威圧。その死後、始皇帝が彼を偲び銅像を鋳造し、咸陽宮の司馬門外に設置した。匈奴は銅像を実物と誤認し畏怖したと伝わる（『史記』索隠による）。
秦代の銅像が前例となり、漢代以降は陵墓の神道両脇に石翁仲を設置する慣習が定着。文武官や動物像とともに「陰間の守護者」とされた。漢代には翁仲の神威を借りるため、玉翁仲が護符として流行。特徴的な技法「漢八刀（はんはっとう）」で彫られ（3～5刀で面部を表現）、「人」字形穿孔で直立佩戴を実現。

### 宛渠人と始皇帝
東晋時代『拾遺記』（王嘉著）宛渠人に記録される伝説上の人物または種族。秦の始皇帝が神仙を求めた際に現れたとされ、異国の風貌と超自然的な能力を持つ存在として描かれる。その描写は古代中国の神仙思想と結びつきつつ、現代では「宇宙人」や「未来技術の持ち主」とする解釈も提唱されている。
『拾遺記』の記述，宛渠の国咸池（太陽の浴場）から九万里離れた国とされ、1万年を1日とし、夜間は「燃石」で光を得る。この石は燃山から採掘され、粟粒大で部屋全体を照らすとされる。宛渠人は「螺舟」（螺旋形の船）に乗り、海底を水に浸かることなく航行する「淪波船」で秦の宮廷を訪れたとされる。身長は十丈（約30メートル）、鳥獣の毛をまとって姿を隠し、天地開闢の情景を「目撃したように」語ったと記録される。黄帝の鼎作りや周の文王誕生など、中国神話の重大事件を「目撃」したと主張。

### 龍母と始皇帝
紀元前214年、秦の始皇帝が嶺南を平定した後、地方官が「龍子出現、龍母顕霊」の報告を行う。始皇帝はこれを天が自らの治世を祝福する「祥瑞（しょうずい）」と見なし、使者を黄金と宝玉を持たせて派遣し、龍母を首都・咸陽へ招く。当時80歳近くになっていた龍母は郷土を思い出航を渋るが、帝命に逆らえず船に乗る。官船が始安郡（現在の桂林）まで遡上した時、夜中に不思議な力で船が元の程渓（現在の梧州）まで引き戻される現象が起こる。この不可思議な現象は4度繰り返され、船は桂林を越えることができなかった。使者はこれを龍母を守ろうとする五龍子の仕業と見なし、始皇帝に報告する。始皇帝は龍母の神異を認め、帰郷を許可する。龍母が死去すると、西江南岸に葬られる。その夜、暴風雨が起こり、龍母の墓は自ら江北の悦城（現在の徳慶県悦城）へと移動したと言われる。地元民は廟を建立して祭祀を行い、五龍子は人形となって廟を守ったとされる。この廟で雨乞いや安寧の祈願を行うと霊験あらたかだったと伝わる。現代も広東省徳慶県悦城の龍母祖廟を中心に信仰と民俗活動が息づいている。
神話学者・袁珂は、龍母伝説を秦始皇帝時代を代表する民間叙事の一つと位置付け、自然の力と権威に対する人間の抵抗の物語として評価した。

### 秦河勝と始皇帝
秦河勝は、秦氏の族長的な人物であり、聖徳太子に強く影響を与えた人物とされる。姓は造。秦国勝の子とする系図がある（古墳時代から飛鳥時代）。冠位は大仁（『上宮聖徳太子傳補闕記』によると小徳）。『朝野群載』巻三には「大花上」とある。
初瀬川氾濫により三輪大神の社前に流れ着いた童子を見た欽明天皇は、以前の夢で「吾は秦の始皇帝の再誕なり、縁有りてこの国に生まれたり」と神童が現れていたことから、「夢にみた童子は此の子ならん」として殿上に召した。後に帝は始皇帝の夢に因んで童子に「秦」の姓（かばね）を下し、また初瀬川氾濫より助かったことから「河勝」と称したとされる。

### 天使啓示
『拾遺記』によれば、始皇帝の魂魄は消滅せず、身長十丈（約30メートル）の巨人「天使」へと変容した。髭や鬢（びん）が真っ青で、玉でできた靴（玉舄）を履き、赤い車（丹車）に朱色の馬（朱馬）を引かせた存在だった。天より遣わされた「天使」となり、子嬰（しえい）に未来を予見する啓示を与えたとする神秘的な物語。
秦末の混乱期、秦王・子嬰が望夷宮（ぼういきゅう）にて夢を見た。夢中に現れた巨大な天使は、「我は天使なり。沙丘より来たれり」と名乗り、「天下将に乱れんとす。当に姓同じくして名を同じくする者、暴を誅せんと欲すべし」。この啓示は、秦帝国の命運に関する重大な警告と解釈された。子嬰はこの夢を現実の危機と受け止め、権臣・趙高を誅殺した。しかし啓示の通り、間もなく劉邦と項羽率いる反乱軍が咸陽を攻略。子嬰は降伏し、秦帝国は滅亡した。

### 五大夫松
五大夫松（ごだいふしょう）は、中国山東省泰安市の泰山中天门付近（雲歩橋北側の五松亭付近）に現存す。2本の油松（Pinus tabulaeformis）の古樹である。秦の始皇帝の伝説に由来し、「秦松挺秀」として泰安八景の一つに数えられる。世界文化・自然複合遺産「泰山」の構成要素として保護されている。
紀元前219年、始皇帝（嬴政）は、儒生の建議により古代帝王の儀礼「封禅」（天子が天を祀る「封」と地を祀る「禅」）を行うため泰山に登った。儒生が「車輪を蒲草で包み草木を傷つけないよう敬意を示すべし」と説いたのに対し、始皇帝はこれを拒否。道中では草木を伐採し、開鑿して進んだという。頂上で封禅を終え下山中、突然雷雨に襲われる。伝説では「山神の怒り」と恐れた始皇帝が、路傍の一本の松の下に避雨したところ雨が止み、難を逃れた。この功績により、松に秦の爵位第九等「五大夫」（五人の大夫ではなく一つの官位名）を授けたと『史記』に記される。
始皇帝の泰山封禅は『史記』に記される史実だが、松封じの逸話は伝説的彩色が強い。一方、出土秦簡（里耶秦簡）には湘山の樹木保護令が残り、自然への態度は一面的でないことも指摘される。

### 趕山鞭
中国の伝説や民間説話において秦の始皇帝が所有したとされる神話的な宝器（神力のある縄で編まれた鞭は、自在に伸縮し、簪にも変えられる）。山を動かす力を有し、地形を変えるほどの神力を持つとされる。
『三斉略記』に記される「石を鞭打つ神人」の逸話に遡る。後に始皇帝の暴君としてのイメージと結びつき、権力の暴走を象徴する道具として語られるようになった。
始皇帝は「趕山鞭」で山を海に追い込み道を築こうとしたが失敗し、最後に桂林に残された山々が現在の峰林景観を形成したとされる。廬山の「秦皇石」や山東半島の形成説など、各地の地形や名所と結びついて物語が継承されている。

### 驅山鐸
中国の伝説に登場する神話的な宝器で、秦の始皇帝が所有していたとされるもの。その名は「山を駆り動かす铎（鈴）」を意味し、山を移動させるほどの強大な力を有していると伝えられている。
趕山鞭と類似の「驅山鐸（くざんたく）」（山を動かす鐘）の伝承も残り、江西省宜春市では漁師が神器を発見し山崩壊を招いたとされる。
明代の陳耀文が著した『天中記』巻七に引かれた『玉堂闲话』によると、宜春の鍾山で漁人が釣り上げたとされる「驅山鐸」の逸話が残っている。その内容は、漁人が釣り上げた铎が発した強大な音と振動で山が崩れ、漁人の船が沈んだというものだ。また、明代の董説が著した『西游補』にも、驅山鐸に関する記述がある。この作品では、秦の始皇帝がこの铎を使用して山を動かし、地形を変えることができたと伝えられている。

### 秦王照骨鏡
中国秦の始皇帝が所有したとされる伝説的な业鏡。人体の内部を透視し、臓器や骨格を映す神秘的な機能を持つとされ、歴史書や文学、民間伝承で広く語られる。
漢代の文献『西京雑記』巻三によると、秦の咸陽宮に「幅四尺、高さ五尺九寸」の巨大な方鏡が存在し、鏡の前で心臓に手を当てると内臓が映し出され、疾病の診断や邪心の有無を判別できた。始皇帝はこれを宮人の監視に用い、異常を発見した者を処刑したという。
唐代『酉陽雑俎』や『松窓録』には、漁師が河川で発見した鏡が内臓を映す描写が残る。漁師は驚いて鏡を水中に投棄し、後に官憲が探索したが発見されなかった。

### 秦陵地市（鬼市）
始皇帝は死後も権力を維持するため、陵墓内に「地市」（亡霊と人間が取引をする都市）を開設するよう冥界の閻魔大王に命じた。ここでは人と鬼が交易し、地宮の宝物や生活物資を交換する場とされた。冥界の閻魔大王と契約し「生者は鬼を欺くべからず」の鉄則を定めたとされる。『三秦記』には、市の開設直後に鬼が人間を襲い混乱が生じたと記され、一時的に中断されたという。秦二世は地宮完成後、工匠や宮女を生き埋めにした。これらの犠牲者の怨霊が閻魔殿を騒がせたため、閻魔は再び鬼市を開かせた。怨霊たちは市で生前の職業（演劇や飲食店）を続けることを許され、毎月7日に市が開かれるようになった。鬼市伝説ではこの地脈が「現世と冥界の接点」を生んだとされる。
唐代長安務本門外では風雨の夜に「鬼声」が聞こえたと『南部新書』に記録される。

### 秦皇井
秦皇井は、中国湖南省に現存すると伝えられる古代の井戸。『広博物志』巻七が引用する『楚地記』に記述が残り、秦の始皇帝と方士・徐福の伝説が結びついた史跡である。
紀元前3世紀、秦の始皇帝が南巡の際、衡山（湖南省）を視察中に激しい渇きに襲われた。同行した方士・徐福が如意（儀礼用具）で地面を叩くと、清水が湧き出た。後世の人々がこの場所を掘り井戸とし、「秦皇井」と命名した。
徐福は斉国の方士で、始皇帝に東海の三神山（蓬莱・方丈・瀛洲）から不老不死の仙薬を得る航海を提案した人物。井戸創建伝説は、彼の神秘的な能力を強調する逸話として解釈される。

### 剣池
剣池、別名秦皇試剣池。中国江蘇省蘇州市虎丘山（こきゅうざん）にある人工池。『呉地記』（唐代）に記される「秦始皇が虎丘で剣を求め、誤って岩を斬り裂き地陥没して池となる」伝説に由来する名称。史実では春秋時代の呉王闔閭（こうりょ）の墓所「剣池」と同一地とされ、殉葬された3000本の名剣（魚腸剣など）が埋蔵されるという伝承から、始皇帝をはじめ歴代権力者（越王勾践、孫権）が発掘を試みた地である。1950年代以降の調査で水中墓の入口と推定される石室構造が確認されているが、隣接する虎丘塔（北宋建立、国宝）保護のため未発掘のまま保全されている。
紀元前3世紀、秦の始皇帝が東方巡幸の途上、虎丘山に到達。呉王闔閭墓の殉葬剣（特に名剣「魚腸剣」）を求めて墳墓を発掘しようとした際、白虎が墓上に現れ踞（うずくま）った。始皇帝が剣で虎を斬ろうとするも失敗し、誤って岩を直撃。その衝撃で地面が陥没し池が形成され、虎は西へ25里（約12.5km）走り去って消えた。剣は回収できず、池は「剣池」と命名された。
この物語は、秦朝による江南支配の正当性を「剣＝権力の象徴」の獲得で示そうとした政治的寓意と解釈される。一方で『越絶書』（後漢）などによれば、剣池は闔閭の墓所そのものであり、殉葬剣の存在が発掘動機となった。

### 算袋化魚
唐代段成式が編纂した『酉陽雑俎』前集巻十七「鱗介篇」に収録される。始皇帝が東方巡幸の際、海上で算袋（古代中国で計算用具を入れた袋）を海中に落とした。その後、この算袋が異形の魚へと変化した。その魚は「烏賊」（コウイカ）と呼ばれ。後世の文献（『本草綱目』等）で烏賊の異称「算袋魚」の典拠とされた。

### 始皇帝射魚
紀元前210年、始皇帝は南方巡遊からの帰途、琅邪（山東省膠南市）に至った。斉の方士・徐福は始皇帝に対し、東海の蓬莱・方丈・瀛洲の三神山に仙薬が存在すると奏上。始皇帝の命により数千の童男女を率いて出航するも、数年後も仙薬を得られず、巨額の費用を消費した徐福は責任を回避するため「蓬莱の薬は得られるが、大鮫魚（室町時代『太平記』に記載されているとおり、体長は約1500メートルあり、その頭は獅子のようで天に向かってそびえ、背は竜虵のようで海に横たわった。）に阻まれ到達できない。善射（優れた射手）を同行させ、連弩（連発式の弩）で鮫魚を射殺せよ」と偽奏した。徐福の上奏直後、始皇帝は「人型の海神と戦う」夢を見た。占夢博士は「水神は大魚・蛟龍で現れる。悪神を除けば善神が来る」と解釈。始皇帝は自ら連弩を携え、船団を率いて琅邪から栄成山を経て之罘（山東省煙台市）へ北上。之罘沖で現れた巨魚を射殺したとされる。
伝説は「秦王射魚」「始皇射魚」などの成語を生み、後世の詩文や芸術創作に影響を与えた。唐の李商隱は「誰其敢射鯨」、宋代の銭惟演は「更携連弩望蓬壷」、明代の徐渭は「秦王連弩射魚時」と詠み、渡海の壮挙や権力者の野望を象徴した。清代の王士禛も「大鱼射澎湃」で海上の雄姿を描く。

### 黄金の鳧雁
『三輔故事』の記録によると、項羽軍が始皇帝陵破壊を指揮して地宮を開けた瞬間、内部から金雁が飛び出して来て、やがて南方へ消えたと書かれている。さらに数百年後、三国時代の官吏である張善は、この金雁を献上され、銘文から始皇帝陵の品と鑑定したとされている。
注目すべき点は、この記述が『史記』の司馬遷による “黄金を以て鳧雁と為す” という地宮副葬品の記述を拡大解釈したのかもしれないという学説があるということだ。この物語は金属製飛翔体の存在可能性を暗示し、古代技術の驚異として語り継がれてきた。

### 玉虎
『拾遺記』巻四「秦始皇」条に記録される伝説的文物。始皇帝の命により彫刻された2体の玉の虎で、片目のみに漆で瞳を描かれたことで生命を得て白虎へ変身したとされる。この物語は「画竜点睛」の原型の一つとされ、中国美術史・神異文学における重要なモチーフとして知られる。
驍霄国（けんしょうこく）から来た工人・裔（えい）が宮廷に招かれた。裔は「地面に顔料を噴いて鬼神を描く」「指で百丈の直線を引く」などの超絶的な画技と玉彫技術を持っていたが、生物を描く際には決して瞳を描かず、「瞳を入れると魂が宿り、実体化して逃げ出す」と主張していた。始皇帝はこの説を疑い、裔が制作した2体の玉虎に対し、片目ずつ漆で瞳を書き加えるよう命じた。すると10日後、玉虎は宮殿から忽然と消滅。同時期に漁民の間で「片目の白虎2頭が並んで行動する」という目撃情報が広がり、翌年には西方から献上された白虎のペアが、いずれも片目を欠いていた。

### 石巨人
秦の始皇帝が派遣した巨石人像・『酉陽雑俎』物異篇の伝説。
始皇帝が不老不死を求めて東海の仙山「労山（ろうざん）」を追跡させるため派遣したと伝わる霊的石像。唐代の随筆集『酉陽雑俎』（段成式著）の「物異」篇に初見され、任務失敗後に山東半島の海岸で石化したとされる。高さ約4.6メートル（一丈五尺）、直径約1.5メートル（十囲）の巨体で、東アジアの巨石信仰と始皇帝求仙伝説を融合した象徴的存在。
始皇帝は方士・徐福らを東海の蓬莱・方丈・瀛洲（えいしゅう）の三神山探索に派遣（『史記』記載）。石人伝説はこの史実を神話化したものと解釈される。「労山」は崂山（青島市）か蓬莱山か議論あり。『列子』に蓬莱山が「風に漂う」と記され、石人が追跡不能だった説明と符合。「山を追う石人」は自然支配への野望、「石化」は権力の限界を象徴（唐代詩人・李賀が諷刺詩で引用）。
民間伝承では「鎮海神将」とされ、漁民が災害除けに巨石を祀る風習を生んだ。

### 陰兵借道
民間伝承によると、『史記』秦始皇本紀に記される地宮の「中羨門」「外羨門」は現世と冥界の境界門と解釈され、始皇帝陵と驪山（りざん）の間には地下通路が存在し、雨天時には古代秦軍の亡霊（陰兵）が行軍する甲冑の音や馬の嘶き声が響くという。考古学者はこの伝説を検証するため複数回の調査を実施したが、通路は未発見である。
紀元前206年、項羽が陵を破壊した際の逸話として以下が伝わる。大将・英布が兵を率いて地宮を開くと、無数の矢や怪鳥が飛来し兵士が負傷。項羽自身が進入した際、地宮内に「星宿や山河」が再現された幻想的な空間を目撃したが、乱射される矢で撤退を余儀なくされた。別伝では、驪山で地面が裂け「顔面が不気味な秦軍の陰兵」が出現し、楚軍が恐慌状態に陥ったとされる。この事件は「陰兵借道」概念の起源とされ、後世の陵墓保護神話に発展。『太平広記』に洛陽での「鬼兵過境」現象が記載され、皇帝が巫師を派遣し鎮撫したとされる。

### 不死仙草
始皇帝が方士・徐福（じょふく）を派遣し、東海の祖洲（そしゅう）に生育する「養神芝（ようしんし）」と呼ばれる不死仙草を探索させた物語。3世紀から6世紀頃に成立した道教典籍『海内十洲記』（全称『海内十洲三島記』）に詳述され、『史記』秦始皇本紀の史実を神仙思想で潤色した代表的な説話である。
咸陽近郊の御苑で冤罪死者が放置される中、烏状の鳥が「草形如菰（マコモに似る）、苗長三四尺」の草を死者の顔に覆うと、死者が即座に蘇生。始皇が鬼谷子（きこくし）に分析を依頼。その草は「東海祖洲の養神芝」と判明。特性は:3日以内の死者に適用で即時蘇生、活人服用で寿命が無限に延伸。鬼谷子の鑑定を受け、始皇帝は方士・徐福に童男童女500人と楼船を与え、祖洲探索を命令。目的は「東海中、西岸より七万里」の地に位置する仙草の確保。結末一行は行方不明となり、『十洲記』は「遂に不返（ついにかえらず）」と記す。

### 始皇帝廟と廟会伝説
始皇帝廟は中国史上初の皇帝・始皇帝を祀る廟宇。主に山東・陝西地域に分布し、帝王崇拝と民間信仰が交錯する文化的景観を形成。廟会（祭礼市）では超自然の伝説が口承され、非物質文化遺産として現代まで継承される。

#### 禹廟神像逆流
後漢永和年間、太守・馬臻が禹王廟内の始皇帝像を破壊すると、破片が出血し川水逆流。木像残骸が自力で元位置に復帰し、金甲の巨人が波浪上に現れて警告。村民は密かに「暗殿」を再建し、現在も禹陵村で農暦3月6日に逆流模倣儀礼（小舟を水路で逆流巡行）を実施。

#### 碣石雷霆護廟
明万暦年間、宦官・馬堂が廟を強制撤去中、碑文「皇帝東巡」から血が滲み、香灰が灰俑兵士に凝結。晴天下の霹靂が邸宅主梁を破壊し、『永平府志』は「秦兵陰魂の顕現」と解釈。

#### 飛刀襲帝事件
乾隆30年（1765年）、曲阜・始皇帝廟拡張のため拆毀を命じた際、梁から「祠を滅ぼす者、百日にして死す」の木牌が落下。乾隆が嘲笑うと供物の燭台が飛刀と化し轜柱に刺さり、篆書で「祖龍怒れば焚書再び臨む」と浮現。乾隆は修廟を指示し、『曲阜地方志』は「同年山東大旱百日」と付記。

## 人物
『史記』は、同じ時代を生きた人物による始皇帝を評した言葉を記している。尉繚は秦王時代に軍事顧問として重用された が、一度暇乞いをしたことがあり、その理由を以下のように語った。
秦王政の風貌を、準（鼻）は蜂（高く尖っている）、目は切れ長、膺（胸）は鷙鳥（鷹のように突き出ている）、そして声は豺（やまいぬ）のようだと述べる。そして恩を感じることなどほとんどなく、虎狼のように残忍だと言う。目的のために下手に出るが、一度成果を得れば、また他人を軽んじ食いものにすると分析する。布衣（無冠）の自分にもへりくだるが、中国統一の目的を達したならば、天下はすべて秦王の奴隷になってしまうだろうと予想し、最後に付き合うべきでないと断ずる。
将軍・王翦は強国・楚との戦いに決着をつけた人物である。他の者が指揮した戦いで敗れたのち、彼は秦王政の要請に応じて出陣した。このとき、王翦は財宝や美田など褒章を要求し、戦地からもしつこく念を押す書状を送った。その振る舞いをみっともないものと諌められると、彼は言った。
怚は粗暴を意味し、秦王政が他人に信頼を置かず一度でも疑いが頭をもたげればどのような令が下るかわからないという。何度も褒章を求めるのも、反抗など思いもよらない浅ましい人物を演じることで、秦のほとんどと言える兵力を指揮下に持つ自分が疑われて死を賜る命令が下りないようにしているのだと述べた。
方士の盧生と侯生が逃亡する前に始皇帝を評した言が残っている。

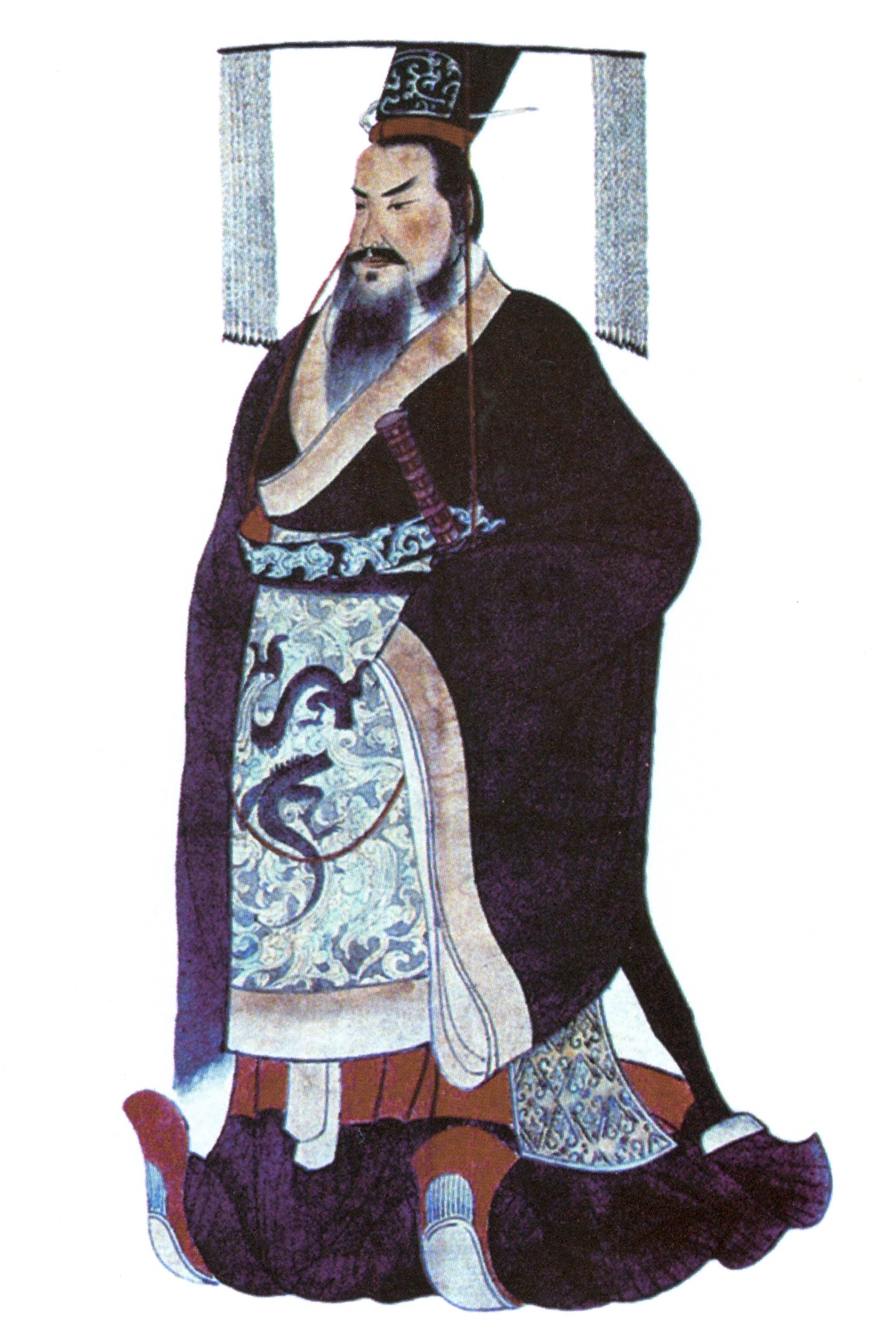
劉旦宅が1959年に『歴代帝王図』の古画のスタイルを参考にして、肖像画を描いいた。

始皇帝は生まれながらの強情者で、成り上がって天下を取ったため、歴史や伝統でさえ何でも思い通りにできると考えている。獄吏ばかりが優遇され、70人もいる博士は用いられない。大臣らは命令を受けるだけ。始皇帝の楽しみは処刑ばかりで天下は怯えまくって、うわべの忠誠を示すのみと言う。決断はすべて始皇帝が下すため、昼と夜それぞれに重さで決めた量の書類を処理し、時には休息さえ取らず向かっている。まさに権勢の権化と断じた。

### 白帝子
紀元前8世紀、秦の君主・文公が汧水・渭水の間で狩猟中、夢に巨大な黄蛇が天から降り立ち、地に達する姿を見る。蛇の頭は車輪のごとく大きく、尾は天に届いていた。史官・史敦が「これは白帝（少昊）の顕現である」と解釈。文公は鄜邑（現在の陝西省富県）に鄜畤（ふし）を築き、牛・羊・猪の三牲で白帝を祭祀した。この祭祀は、秦が周王室から正式な諸侯として認められた後（襄公時代）、西方の守護神である白帝への信仰を強化する行為であった。
「白帝（少昊）の子孫」を指し、秦王室の神聖な血統を象徴。『史記集解』では秦王室の父系祖先が少昊に遡るとされる。民間では、秦王室を「白帝子」と呼んでいる。

### 祖龍
祖龍（そりゅう）、中国秦朝の初代皇帝嬴政に対する神秘のな尊称。『史記』秦始皇本紀に初出し、「帝王の始祖たる龍」を意味する。後世の史書や詩文において始皇帝を象徴する固有名詞として定着した。
紀元前211年、秦の使者が華陰（現在の陝西省華陰市）で謎の人物から「今年祖龍死す」（今年祖龍死）との刻まれた玉璧を受取る。この璧は始皇28年（紀元前219年）に長江で沈めた祭祀用具と同定され、翌年の始皇帝崩御と結びつけて解釈された。司馬遷は「祖龍」を「人の祖（おや）」と婉曲に説明したが、注釈家・蘇林は「祖は始、龍は人君の象」と明確に始皇を指すと解した。裴駰『史記集解』：「祖は始、龍は帝王の象徴」（祖，始也；龍，人君像）と注釈。
秦文公が500年前に捕獲した「黒龍」伝説（水徳の象徴）を援用し、秦の支配が天命に適うことを証明。始皇帝は自らを水徳の化身「祖龍」と称し、政治制度に「水徳」の要素（尚黒・崇六）を導入した。「龍」を皇帝の独占的象徴とする伝統の端緒。漢代以降の「真龍天子」概念に直接影響を与え、皇帝権威の神聖化プロパガンダの原型となった。

### 玄鳥の後裔
『史記』を中心とした文献に基づき、嬴氏（秦の王室）の始祖が玄鳥の霊力により誕生したと伝えられ、始皇帝の権威を「天意」に根ざすものとした。
秦の始祖伝説は五帝の一人・顓頊（せんぎょく）の孫娘である女脩に遡る。彼女が機織り中に空から落ちた玄鳥（黒い鳥）の卵を呑み、子・大業を産んだとされる（『史記・秦本紀』）。この伝承は「天命玄鳥、降而生商」（天が玄鳥を遣わし、商を生む）という殷始祖・契の誕生神話と類似し、東夷系部族に共通する鳥トーテム信仰を反映する。九天玄女の人首鳥身の原型は玄鳥と言われており。
大業の子・大費（伯益）は禹の治水事業を補佐し、舜から嬴姓を賜る。この姓は「燕（えん）」に通じ、玄鳥を祖先とする嬴氏のアイデンティティを象徴した。嬴氏は東夷の祖神・少昊（黄帝の長子）の子孫とされ、少昊が建立した「鳥の王国」（24の鳥氏族からなる部族連合）において玄鳥氏が重要な位置を占めた。
『史記』の記述：司馬遷は秦の起源を「女脩吞卵」から始め、始皇帝による統一を「六世の余烈を奮い起こす」と描き、神話と現実の連続性を強調した。漢代以降、帝王の出生伝説（例：漢高祖・劉邦の蛟龍感生）の原型となり、中国王権における天命思想の典型例として継承された。

### 驪山老母の後裔
『史記・秦本紀』に記されるように、驪山老母は元々 「驪山女」と呼ばれ、商（殷）王朝の貴族である戎胥軒（じゅうしょけん）に嫁いだ。二人の間に生まれた子・中潏（ちゅういつ）は、周王朝の西方国境を守る役割を担い、その子孫が後に秦国を形成した。つまり、始皇帝を含む秦の王族は驪山女の直系子孫にあたる。この血縁的結びつきは、秦の陵墓選定にも反映されている、秦昭襄王から始皇帝に至るまで、四代の秦王が驪山に埋葬された。始皇帝自身も驪山麓に大規模な陵墓（兵馬俑坑を含む）を造営し、祖先への帰属意識を明確に示した。
唐宋時代以降、驪山女は神格化され、道教における最高位の女神・「驪山老母」として崇拝されるようになる。この神話化の過程で生まれた代表的な伝説が、始皇帝との「不敬事件」である。驪山女は秦王室の始祖として実在したが、神格化は後世の現象。驪山が女媧の補天伝説地でもあるため、驪山老母と女媧が同一視される例も見られるが、本来は別神格。

## 后妃と子女
始皇帝の后妃については、史書に記載がなく不明。ただし、『史記』秦始皇本紀に、「始皇帝が崩御したときに後宮で子のないものがすべて殉死させられ、その数がはなはだ多かった」といっているため、多くの后妃があっただろうということは推測できる。
子女の数は明らかでない。『史記』李斯列伝には、始皇帝の公子は20人以上いたが、二世皇帝が公子12人と公主10人を殺したことを記す。名前の知られている子は以下のものがある。
- 扶蘇（長子）
- 胡亥（末子）

また、親族との血縁上の位置づけがはっきりしない男女もいる。
- 子嬰 - 『史記』「六国年表第三」では、「胡亥の兄」とされる。一方、『史記』「秦始皇本紀」では「胡亥の兄の子」とされており、「兄」が誰の事なのかは記録されていない。また、『史記』「李斯列伝」では始皇帝の弟とされている。『史記』「李斯列伝」集解徐広の説では、「一本曰『召始皇弟子嬰，授之璽』」と記述され、始皇帝の弟の子の（嬴）嬰とする説がある。就実大学人文科学部元教授の李開元はこの説を支持し、嬴嬰を始皇帝の弟である嬴成蟜の子であると言う説を発表している。この場合、子嬰は始皇帝の甥、扶蘇と胡亥の従兄弟になる。また、李開元は成蟜が趙攻めの際に秦に叛いた際（成蟜の乱）、趙で生まれたのが子嬰であると言う。これが事実であれば、子嬰の生年は紀元前239年（秦王政8年）となり、紀元前206年に項羽によって処刑された際の年齢は34歳頃と思われる。つまり、「始皇帝の弟」、「始皇帝の子」、「始皇帝の孫」、「始皇帝の甥」という四つの説が並立しているのが現状である。
- 公子高 - 二世皇帝のとき、趙高より始皇帝に殉死させられた。
- 将閭 - 二世皇帝のとき、趙高より自殺させられた。同母弟2人がいたが、みな自殺した。
- 陽滋（中国語版） - 陰嫚とも称される。始皇帝の娘、1976年、秦始皇帝陵東側の上焦村で発見された17基の陪葬墓群のうち、7号墓から陰刻篆書で「陽滋」と刻まれた銅印が出土した。この「陽滋」と推定される人物は、始皇帝の娘とされている。

## 評価

### 暴虐な君主として
始皇帝が暴虐な君主だったという評価は、次の王朝である漢の時代に形成された。『漢書』「五行志」（下之上54）では、始皇帝を「奢淫暴虐」と評する。この時代には「無道秦」や「暴秦」 等の言葉も使われたが、王朝の悪評は皇帝の評価に直結した。特に前漢の武帝時代以降に儒教が正学となってから、始皇帝の焚書坑儒は学問を絶滅させようとした行為（滅学）と非難した。詩人・政治家であった賈誼は『過秦論』を表し、これが後の儒家が考える秦崩壊の標準的な根拠となった。修辞学と推論の傑作と評価された賈誼の論は、前・後漢の歴史記述にも導入され、孔子の理論を表した古典的な実例として中国の政治思想に大きな影響を与えた。彼の考えは、秦の崩壊とは人間性と正義の発現に欠けていたことにあり、そして攻撃する力と統合する力には違いがあるということを示すというものであった。
唐代の詩人・李白は『国風』四十八 で、統一を称えながらも始皇帝の行いを批判している。
阿房宮や始皇帝陵に膨大な資金や人員を投じたことも非難の対象となった。北宋時代の『景徳伝灯録』など禅問答で「秦時の轆轢鑽（たくらくさん）」 という言葉が使われる。元々これは穴を開ける建築用具だったが、転じて無用の長物を意味するようになった。

### 封建制か郡県制か
始皇帝の評価にかかわらず、漢王朝は秦の制度を引き継ぎ、以後2000年にわたって継続された。特に郡県制か封建制かの議論において、郡県制を主張する論者の中には始皇帝を評価する例もあった。唐代の柳宗元は「封建論」にて、始皇帝自身の政治は「私」だが、彼の封建制は「公」を天下に広める先駆けであったと評した。明の末期から清の初期にかけて活躍した王船山は『読通鑑論』で始皇帝を評した中で、郡県制が2000年近く採用され続けている理由はこれに道理があるためだと封建制主張者を批判した。

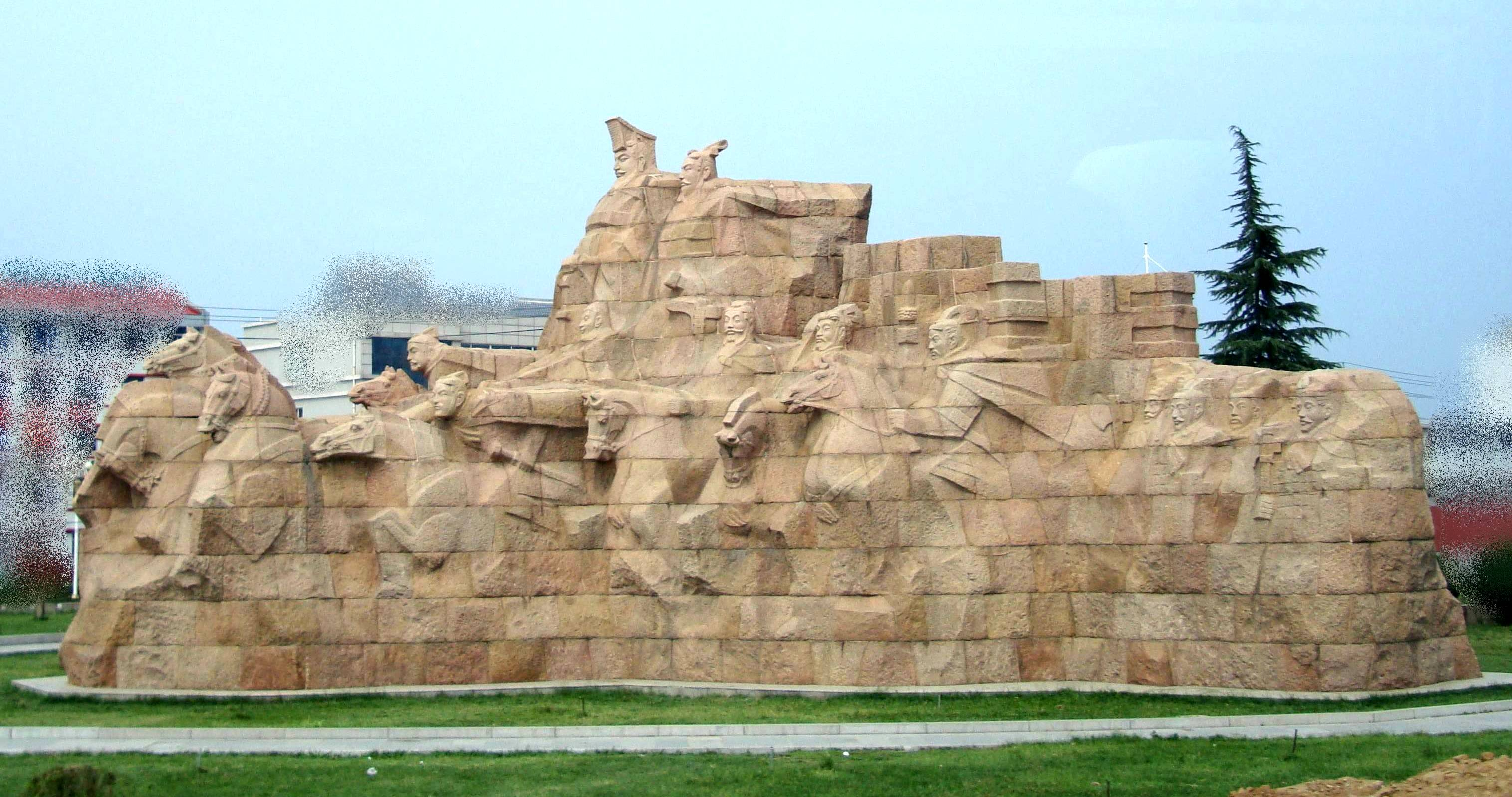
始皇帝と臣下らの現代彫刻。西安市

### 近代以降の評価
清末民初の章炳麟は『秦政記』にて、権力を一人に集中させた始皇帝の下では、すべての人間は平等であったと説いた。もし始皇帝が長命か、または扶蘇が跡を継いでいたならば、始皇帝は三皇または五帝に加えても足らない業績を果たしただろうと高く評価した。
日本の桑原隲蔵は1907年の日記にて始皇帝を不世出の豪傑と評し、創設した郡県制による中央集権体制が永く保たれた点を認め、また焚書坑儒は当時必要な政策であり過去にも似た事件はあったこと、宮殿や墳墓そして不死の希求は当時の流行であったことを述べ、始皇帝を弁護した。
馬非百は 歴史修正主義の視点から伝記『秦始皇帝傳』を1941年に執筆し、始皇帝を「中国史最高の英雄の一人」と論じた。馬は、蔣介石と始皇帝を比較し、経歴や政策に多くの共通点があると述べ、この2人を賞賛した。そして中国国民党による北伐と南京での新政府樹立を、始皇帝の中国統一に例えた。
文化大革命期には、始皇帝の再評価が行われた。当時は、儒家と法家の闘争（儒法闘争）という面から中国史を眺める風潮が強まった。中国共産党は儒教を反動的・反革命的なものと決めつけた立場から、孔子を奴隷主貴族階級のイデオロギー（批林批孔）とし、相対的に始皇帝を地主階級の代表として高い評価が与えられた。そのため、始皇帝陵の発見は1970年代当時の中国共産党政府によって大々的に世界に宣伝された。
文字という側面から藤枝晃は、始皇帝は君主が祭祀や政治を行うためにある文字の権威を取り戻そうとしたと評価した。周王朝の衰退そして崩壊後、各諸侯や諸子百家も文字を使うようになっていた。焚書坑儒も、この状態を本来の姿に戻そうとする側面があったと述べた。また、秦代の記録の多くが失われ、漢代の記録に頼らざるを得ない点も、始皇帝の評価が低くなる要因だと述べた。

## 登場する作品

### 随筆
- アルゼンチンの作家であるホルヘ・ルイス・ボルヘス（1899年 - 1986年）は、1952年に『続審問』(Otras Inquisiciones)の中で「La muralla y los libros」（「壁と書」の意味）を書いた。これは始皇帝についてのエッセーであり、万里の長城建設と焚書に対して否定的な見解を述べている[238]。

### 小説
- 1956年にイギリスで出版されたロナルド・フレーザー作『Lord of the East』は、始皇帝の娘を主人公とした歴史小説である。彼女は恋人と駆け落ちをするが、本作の中で始皇帝は若いカップルに立ちはだかる障害として描かれている[239]。日本未出版。
- 『流亡記』。開高健の小説[240]。始皇帝の支配体制を一民衆の視点から描いている。
- 『始皇帝復活』『始皇帝逆襲』。蕪木統文の小説[241]。
- 『秦の始皇帝』(1995年)。陳舜臣の小説。
- 『始皇帝 中華帝国の開祖』(1998年)。安能務の小説。始皇帝の統治を公正にして厳格、始皇帝自身も合理的精神をもった開明的な人物と高く評価している。
- 『小説 秦の始皇帝』(1999年)。津本陽の小説。
- 『始皇帝』(2006年)。塚本靑史の小説。
- 『天下一統 始皇帝の永遠』(2016年)。小前亮の小説。

### 映画
- 『秦・始皇帝』（1962年）。中国統一後の始皇帝を描いた日本映画。勝新太郎が始皇帝を演じた[242][243]。
- 『テラコッタ・ウォリア 秦俑』（1989年）。輪廻転生とタイムスリップを題材とした香港・中国合作のSFアクション映画。陸樹銘が始皇帝を演じた[243]。
- 『異聞 始皇帝謀殺』（1996年、原題：秦頌）。始皇帝と高漸離の交流を描いた中国映画。チャン・ウェンが始皇帝を演じた[244]。
- 『始皇帝暗殺』（1998年）。秦王政と、彼が愛した架空の女性・趙姫、そして暗殺者の荊軻の3者の愛憎を描いた中国映画。リー・シュエチェンが秦王政を演じた[243][245][246]。
- 『HERO』（2002年）。秦王（後の始皇帝）の命を狙う架空の刺客たちを描いた中国の武侠映画。チェン・ダオミンが秦王を演じた[243]。
- 『キングダム』（2019年）。下記漫画作品の実写映画化。吉沢亮が嬴政を演じた。

### テレビドラマ
- 『秦始皇帝』（1997年）。中国のTVドラマ『東周列国 戦国篇』より抜粋編集した日本版DVD。少年時代は林偉、成人後は郭涛が嬴政を演じた。
- 『始皇帝烈伝 ファーストエンペラー』（2001年）。始皇帝の生涯をフィクションを交えて描いた中国のTVドラマ。チャン・フォンイーが始皇帝を演じた[247]。
- 『亂世英雄 呂不韋』（2001年）。秦国相邦として生きた呂不韋を描いた中国のTVドラマ。ウー・チュンが秦王政を演じた[248]。日本未公開。
- 『始皇帝暗殺 荊軻』（2004年）。秦王政を暗殺しようとした荊軻を主人公とする中国のTVドラマ。シャオ・ピンが秦王政を演じた[249]。
- 『始皇帝 -勇壮なる闘い-』（2009年）。直道建設にまつわる陰謀譚を描いた中国のTVドラマ。コウ・シーシュン（中国語版）が始皇帝を演じた[250]。
- 『麗姫と始皇帝〜月下の誓い〜（中国語版）』（2017年、原題：秦時麗人明月心）。架空の女性・麗と秦王・嬴政を軸に戦国時代の秦の進出を描いた中国のTVドラマ。チャン・ビンビン（中国語版）が嬴政を演じた[251]。
- 『始皇帝 天下統一』（2020年、原題：大秦赋）。全78話。後の始皇帝・秦の大王嬴政により西の大国であった秦が統一王朝へと成長する過程を描いた中国のTVドラマ。チャン・ルーイー（中国語版）が始皇帝を演じた[252]。
- 『新・信長公記〜クラスメイトは戦国武将〜』（2022年）。2120年の日本を舞台に戦国武将のクローンが不良高校で総長となるため争う日本テレビのSFドラマ。マシュー・ペリー提督やジャンヌ・ダルクとともにクローンとして蘇り、戦国武将たちのクローンに戦いを挑む。侯偉が始皇帝を演じた。

### 漫画・テレビアニメ
- 『史記』- 横山光輝 の漫画。7巻「若き支配者」8巻「始皇帝」における主人公格として登場。また、その他にも李斯や張良などが主役のエピソードにおいても脇役として登場する。
- 『墨攻』- 作画・森秀樹 （脚本・久保田千太郎）の漫画。酒見賢一原作の小説を元に小説以降の内容を描いた漫画。小説では戦国時代初期を舞台としているが、漫画化において秦代初期に差し替えられており、敵の首魁の一人として登場。
- 『東周英雄伝』『刺客列伝』『始皇』- 鄭問の漫画。刺客列伝では荊軻を主人公としたエピソードに登場。この作品では敵役と言う役柄もあってか、容姿が東周英雄伝や始皇の二作と大きく異なっている。 
東周英雄伝では即位間もない頃の呂不韋の執政時代から嫪毐の叛乱制圧を経て秦の実権を握るに至るまでが描かれ、王翦と李信が主役のエピソード「貪財将軍」では脇役として登場する。
始皇では六国の攻略に乗り出し、趙を平定するに至るまでが描かれている。
- 『キングダム』（2006年 - 連載中）-原泰久による漫画作品。中華一の大将軍を目指す少年・信の成長と活躍を軸に、中華統一を目指す嬴政の秦と六国の攻防を描く[253]。2012年6月からNHKBSプレミアムでテレビアニメ化され放映されており、福山潤が政を演じた[254]。2019年には上記の通り実写映画化された。
- 『達人伝-9万里を風に乗り-』-王欣太の漫画作品。主人公である壮丹と同じ生まれ故郷出身の朱姫が、故郷を秦の将軍・黥骨に滅ぼされた後に記憶を失って彷徨っている所を拾った呂不韋との間に身篭った子であるが、それを秘したまま秦の太子・異人の元で生まれ、その子として育つ。幼いながらも卓越した思考力と冷徹さを持ち呂不韋や母・朱姫を恐れさせる。
- 『劉邦』- 高橋のぼるの漫画。主人公劉邦と直接絡む事は無かったが、政務を取りしきる中で阿房宮の工夫として賦役についていた劉邦が炮烙を生きて渡って放免されたとの李斯からの報告に、その存在に一抹の危惧を抱きつつも一顧だにしない冷徹な帝王として描かれた。また、今作の太公望（呂尚ではなく、張良に兵法を指南した架空人物）と全土統一の計を練った人物でもあり、全土統一を果たして始皇帝となった後に我欲に狂うまでは崇高な理想を持った人物であったとも彼に評されていた。
- 『終末のワルキューレ』(2018年 - 連載中) - 原作梅村真也、作画アジチカ、構成フクイタクミによる漫画。ヴァルハラ評議会にて、神々による人類存亡会議が行われていた。会議の結果、神々は人類を滅亡させ、終末を迎えることを決める。しかしそこに待ったをかけたのがワルキューレの長女ブリュンヒルデ。彼女は神々に神対人類のタイマン勝負、ラグナロクの開催を提案、そして受理される。そのラグナロク第七回戦の人類側代表として始皇帝が出場。

### テレビ番組
- 『Secrets of China's First Emperor, Tyrant and Visionary』（2006年）。ナショナルジオグラフィック協会製作のドキュメンタリー[255]。日本未公開。
- 『China's First Emperor（英語版）』（2008年）。アメリカ合衆国のテレビチャンネル｢ヒストリー｣製作のドキュメンタリー[256]。日本未公開。

### 音楽
- 『The First Emperor（英語版）』。始皇帝を描いたオペラ[257]。日本未公開。

### ゲーム
- 1997年に株式会社シャングリ・ラが製作発売したプレイステーション用ソフト『秦始皇帝』は、始皇帝の嫪毐の叛乱から中国統一までを描いたシミュレーションゲームである。
- 2005年発売のTVゲーム『Sid Meier's Civilization IV』では、中国の指導者として始皇帝が登場する[258]。
- 『真・三國無双 MULTI RAID 2』では始皇帝が三国時代に復活して登場する。
- 2021年発売のゲーム『Stronghold: Warlords』では、中国の指導者として始皇帝が登場する。
- ソーシャルゲーム『Fate/Grand Order』の第２部3章は始皇帝が不老不死を成し遂げ世界統一を成し遂げた世界が舞台である。始皇帝自身もルーラークラスのサーヴァントとして登場し、アニメ版『キングダム』と同じく福山潤が演じている。

### クイズ
- 2021年9月26日にテレビ朝日系列にて放送された『パネルクイズ アタック25 最終回1時間スペシャル 史上最強のチャンピオン決定戦』での宮古島旅行（放送当日はインペリアルスイート）を賭けた映像問題に始皇帝が出題された。

### アトラクション
- 1989年に横浜・名古屋・福岡の三都市で開催の地方博覧会で公開された日立グループ館のジャンケンゲーム「タイムジャンプ」の映像内で、巨大な国家を作った4人のうちの一人として、中国のシーンで始皇帝が登場した（声:青野武）。